# 24 (Fernsehserie)/Staffel 4
Die vierte Staffel der US-amerikanischen Fernsehserie 24 wurde in den Vereinigten Staaten von Januar bis Mai 2005 erstmals ausgestrahlt, in Deutschland, Österreich und der Schweiz zwischen November 2005 und März 2006. Sie handelt im Wesentlichen von den Bemühungen der fiktiven US-Antiterrorbehörde CTU, arabischstämmige Terroristen aufzuspüren und von Terroranschlägen abzuhalten, zu denen Kernschmelzen in Atomkraftwerken und die Explosion eines Nuklearsprengkopfes gehören. Zur Handlung gehören zudem die Entführung und Befreiung des US-Verteidigungsministers und ein terroristischer Luftangriff auf das US-Präsidentenflugzeug Air Force One.
Vor Staffelbeginn wurde ein neues Innenset für die CTU geschaffen, die Hauptbesetzung außerdem zu einem großen Teil erneuert. Charakteristisch für die Staffel ist der verglichen mit anderen Staffeln häufigere Einsatz von Folter als Verhörmethode durch die CTU. Thematisierung und Darstellung von Folter wurden kontrovers diskutiert und kritisiert. Die Produzenten und der US-Fernsehsender FOX wurden von islamischen und türkischen Interessenvertretungen für die Porträtierung von Muslimen und Türken als Terroristen negativ kritisiert. Es gab elf Nominierungen und drei Prämierungen für den Primetime Emmy Award sowie – für den Hauptdarsteller Kiefer Sutherland – eine Golden-Globe-Nominierung.

## Prequel

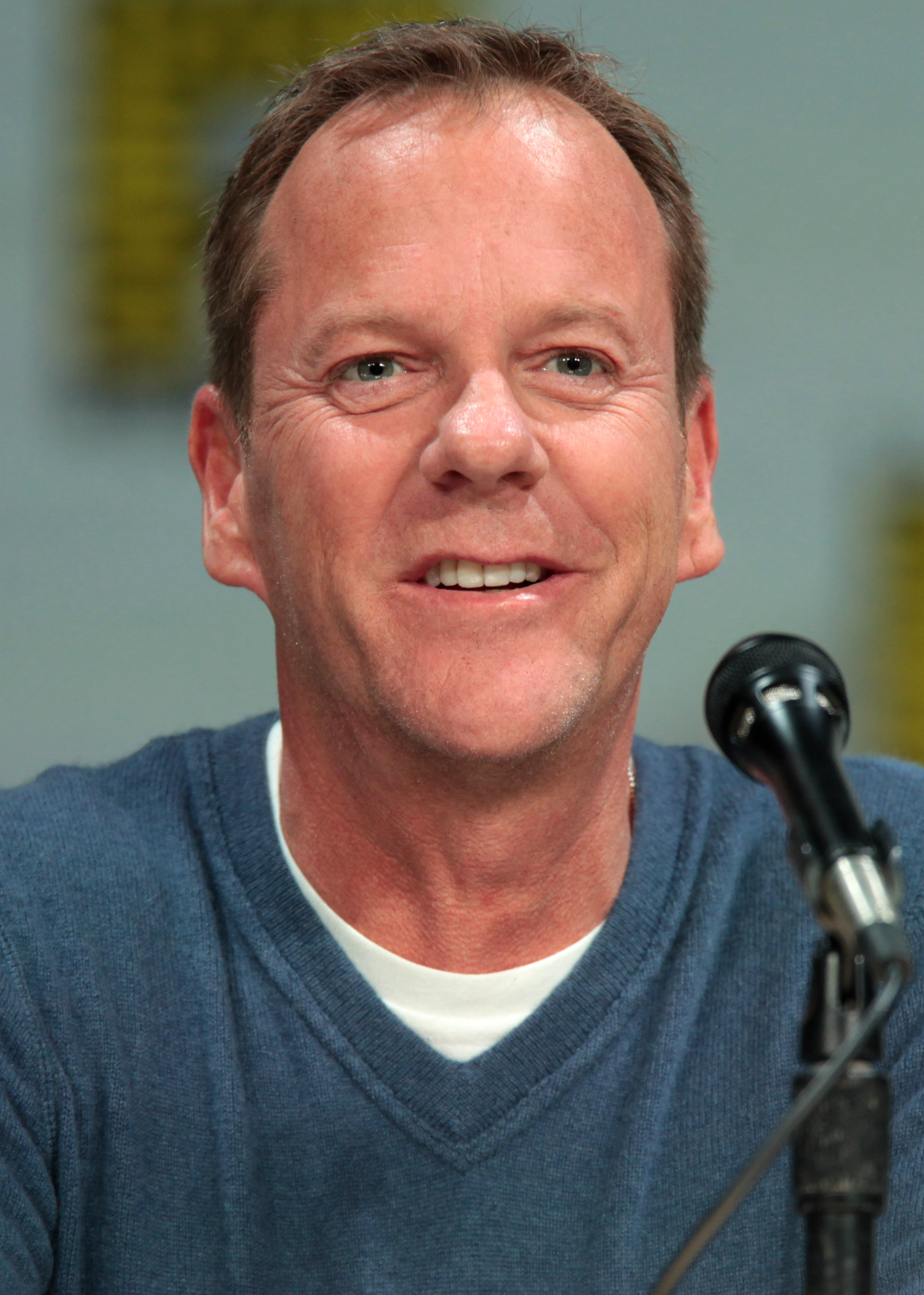
Bauer-Darsteller Kiefer Sutherland

Das Prequel ist ein circa sechs Minuten langer, von Jon Cassar und Joseph A. Hodges inszenierter, titelloser Kurzfilm, der in der Zeit seit dem Ende der dritten Staffel spielt. Er wurde auf der am 7. Dezember 2004 erschienenen, US-amerikanischen DVD-Ausgabe der dritten Staffel erstveröffentlicht, später erschien er auch im Internet und auf der deutschen DVD-Ausgabe der vierten Staffel. Es existiert keine deutsche Synchronfassung.
Das Prequel beginnt mit einer der letzten Szenen der dritten Staffel, in der Jack Bauer wegen der Ereignisse der vergangenen Stunden in Tränen ausbricht. Drei Monate später wird er durch Erin Driscoll, die neue Chefin der Counter Terrorist Unit – der Antiterroreinheit – Los Angeles, wegen seiner Heroin-Abhängigkeit entlassen, die in ihren Augen eine Gefahr für seine Arbeit darstellt. Ein weiteres Jahr später überquert ein Mann, Thomas Sherek, die Grenze zwischen den Vereinigten Staaten und Mexiko in Richtung USA. Anschließend ermordet er die Männer, die ihm bei der Überquerung geholfen haben. Sechs Stunden, bevor die Handlung der vierten Staffel einsetzt, ist Bauer beim Liebesspiel mit seiner für die Zuschauer neuen Freundin Audrey Raines zu sehen. Die Namen von Sherek und Raines erfährt der Zuschauer erst zu Beginn der vierten Staffel.

## Handlung
Die Handlung spielt 18 Monate nach der dritten Staffel, beginnt um 7 Uhr morgens und dauert bis 7 Uhr des Folgetages. In diesem 24-stündigen Handlungszeitraum sterben 225 Personen; allein 39 davon werden durch Jack Bauer getötet, den Protagonisten. Die vierte Staffel ist die erste, die ohne die Ansage beginnt, der zufolge „Alles, was Sie sehen,“ in Echtzeit geschieht.

### Zusammenfassung
Der arabischstämmige Terrorist Habib Marwan, der die USA für ihre Außenpolitik bestrafen will und der mehrere Terrorzellen kommandiert, lässt den US-Verteidigungsminister James Heller und dessen Tochter Audrey Raines entführen, um Heller in einem im Internet live übertragenen Schauprozess zum Tode zu verurteilen. Jack Bauer, der wieder für die CTU arbeitet, hilft beim Aufspüren und Befreien der Entführten. Die Entführung stellt sich für die CTU als ein von den Terroristen verwendetes Mittel zu dem Zweck heraus, bei der Übertragung des Schauprozesses das Internet und so die Sicherheitssysteme der US-Atomkraftwerke zu überlasten. Dadurch und mit einem gestohlenen Gerät, das der Fernsteuerung der Atomkraftwerke dient, gelingt es Marwan und seinen Komplizen, in einem der Atomkraftwerke eine Kernschmelze herbeizuführen; weitere Kernschmelzen in den übrigen Kraftwerken kann die CTU verhindern.
Bei einer von Marwans Terrorzellen handelt es sich um die Mitglieder der arabischstämmigen Familie Araz, die unerkannt als Schläfer in Los Angeles leben. Die CTU wird, ausgelöst durch einen innerfamiliären Streit, auf die Familie aufmerksam und setzt Mutter und Sohn dazu ein, Marwan aufzuspüren. Dennoch kann die CTU nicht verhindern, dass Marwan mit einem gestohlenen Tarnkappenbomber die Air Force One aus der Luft abschießen und mit den dabei gewonnenen Geheiminformationen einen Nuklearsprengkopf stehlen lässt. Weil der US-Präsident abschussbedingt ausfällt, übernimmt der Vizepräsident die Amtsgeschäfte, der sich aber wegen Überforderung alsbald vom Ex-Präsidenten Palmer bei der Bewältigung der terroristischen Bedrohung helfen lässt. Am Ende kann die CTU die mit dem Nuklearsprengkopf bestückte Rakete von ihrer Explosion abhalten und Marwan stoppen. Nicht zuletzt durch einen von Palmers Befehlen kommt es zu diplomatischen Verwicklungen mit China, in deren Folge Bauer seiner Ermordung nur entgehen kann, indem er mit Freunden seinen eigenen Tod vortäuscht.
Bei den Anti-Terror-Ermittlungen setzen Bauer und die CTU mehrfach Folter als Mittel zur Informationsgewinnung bei Verhören ein. In den meisten Fällen geben die Verhörten die gewünschten Informationen rasch preis, in manchen Fällen stellen sich die Gefolterten als unschuldig heraus. Als Foltermittel kommen vor allem Schussverletzungen, Elektroschocks und schmerzverursachende Injektionen zum Einsatz. Das Liebesverhältnis zwischen Bauer und Raines leidet schwer unter Bauers Folterhandlungen.

### Ausführliche Wiedergabe

#### Vorgeschichte und Ausgangssituation
Nachdem sich Präsident David Palmer am Ende des dritten Tages gegen eine erneute Präsidentschaftskandidatur entschieden hatte, kam es nach dem dritten Tag zu einem Wechsel in der US-Regierung. Bauer wurde Angestellter des US-Verteidigungsministers James Heller, der zur Regierung des neu gewählten US-Präsidenten John Keeler gehört. Mit Hellers Tochter und Assistentin Audrey Raines, die zu Beginn des vierten Tages in Trennung von ihrem Ehemann, dem Geschäftsmann Paul Raines lebt, führt Bauer eine Liebesbeziehung. Bauer hat sich bei David Palmer erfolgreich dafür eingesetzt, dass sein Freund und ehemaliger Kollege Tony Almeida aus dem Gefängnis frei kommt. Dennoch hat sich Michelle Dessler von Almeida scheiden lassen.

#### 7 bis 15 Uhr

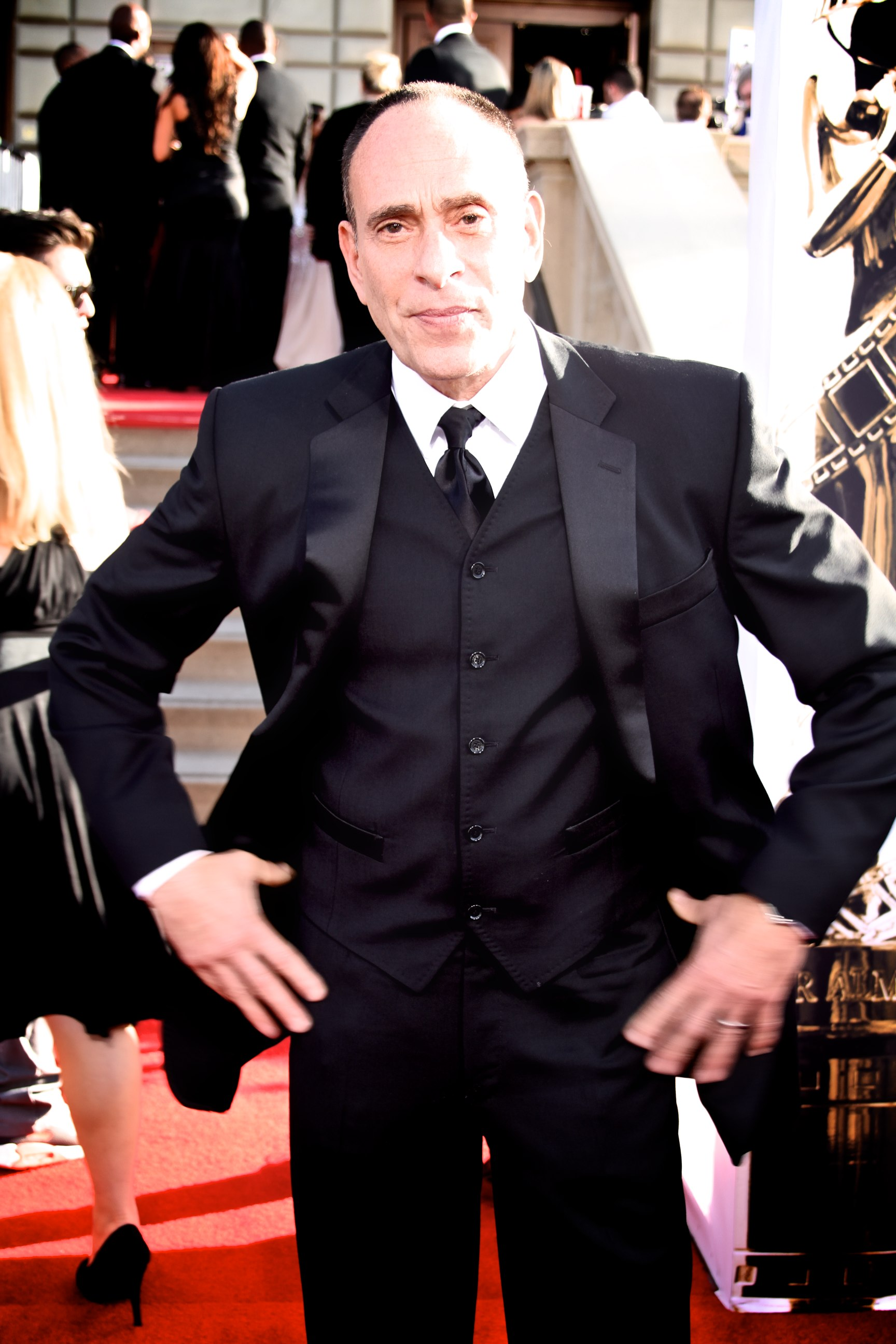
Nestor Serrano, Darsteller des Navi Araz

Die arabischstämmige Familie Araz, die aus dem Ehepaar Navi und Dina sowie dem jugendlichen Sohn Behrooz besteht, wohnt in einem Vorort von Los Angeles. Die Familie, deren Herkunftsland nicht genannt wird, bereitet sich als Terrorzelle auf diesen Tag schon seit fast fünf Jahren vor. In Navis Auftrag lässt der türkische Verbrecher Tomas Sherek um 7 Uhr nahe Santa Clarita einen Sprengstoffanschlag auf einen Personenzug verüben – wobei mindestens 32 Menschen sterben –, um einem Fahrgast einen Koffer zu entwenden. Jack Bauer, wegen Budgetverhandlungen gerade in der CTU weilend, hilft beim Aufspüren Shereks.
Auch durch einen von Driscoll zunächst missachteten Hinweis von Chloe O’Brians Studienfreund Andrew Paige, der eine von türkischen Servern ausgehende Blockade zahlreicher Router im Internet bemerkt hat, verdichtet sich Bauers Verdacht, dass für 8 Uhr ein weiterer Anschlag geplant ist. Durch das eigenmächtige Foltern Shereks per Schussverletzung bringt Bauer Sherek kurz vor 8 Uhr dazu preiszugeben, dass für 8 Uhr ein Anschlag auf Heller geplant ist, er kann diesen aber nicht mehr rechtzeitig warnen. Um 7:59 Uhr werden Heller und – ungeplant – Audrey, während sie Hellers Sohn Richard in dessen Haus besuchen, im Auftrag von Navis Komplize Omar entführt und die meisten ihrer Secret-Service-Agenten erschossen.
Heller und seine Tochter werden durch Omar und dessen Komplizen in einem Versteck im Santa Clarita Valley gefangengehalten. Als Behrooz in Navis Auftrag den Koffer aus dem Zug dort abliefert, wird er durch seine nichtmuslimische Freundin Debbie beobachtet, zu der ihm seine Eltern längst den Kontakt verboten haben. Aus dem Versteck heraus lässt Omar online etwa 9 Uhr eine Videobotschaft mit dem gefesselten Heller und der Ankündigung übertragen, ihn in einem gegen 12 Uhr beginnenden Schauprozess wegen Verbrechen gegen die Menschlichkeit anzuklagen und zum Tode zu verurteilen. Bei einem erfolglosen Fluchtversuch kann Heller einen Wachmann erschießen, etwas später versuchen sie sich dem Schauprozess und ihrer Hinrichtung durch Suizid zu entziehen, allerdings ebenfalls erfolglos.
Unterdessen flieht Paige vor Navis Komplizen, die ihn wegen seines Zugriffs auf ihre Server fangen wollen und dabei auch seine Arbeitskollegen und seine Mutter ermorden. Um Heller und Audrey zu finden, lässt sich Bauer, Driscoll mit ihrem Fehlverhalten erpressend, aushilfsweise als CTU-Agent einstellen. Mit Ronnie Lobell, dem Nachfolger Bauers in dessen früherer CTU-Position, möchte er Paige am Treffpunkt in der Union Station in Sicherheit bringen. Navis Komplize Kalil Hasan kommt ihnen aber zuvor, entführt Paige und erschießt Lobell. Dadurch auf sich gestellt, verfolgt Bauer Hasan unbemerkt und entgegen Driscolls Befehl weiter, um sich zu Hellers Aufenthaltsort führen zu lassen. Die Ermordung des gefolterten Paiges verhindert Jack, indem er Hasans Komplizen erschießt. Da O’Brian, von der Bauer inoffiziell unterstützt wird, die Satellitenüberwachung Hasans nicht schnell genug bewerkstelligen kann, inszeniert Bauer in einer von Hasan gerade benutzten Tankstelle zwecks Zeitgewinn einen Raubüberfall, bei dem er auch Hasan als Geisel nimmt.

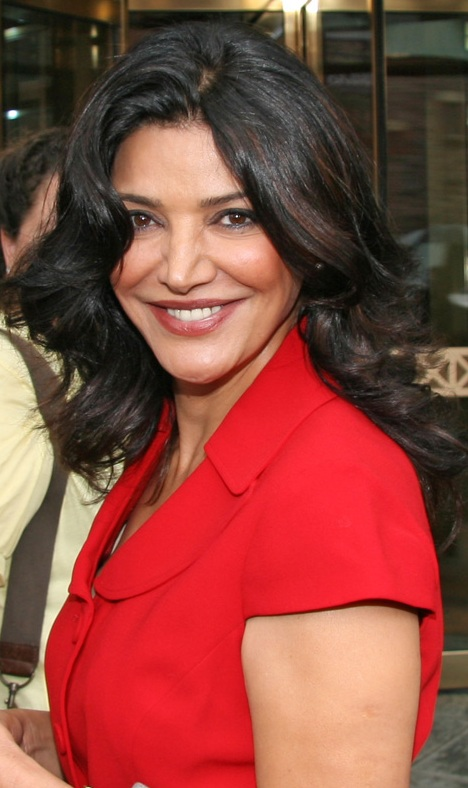
Shohreh Aghdashloo, Darstellerin der Dina Araz

Als O’Brian den Satelliten zur Überwachung Hasans einsetzt, fällt ihre Unterstützung für Bauer auf, weshalb Driscoll sie verhaften lässt. Bauer lässt Hasan nach etwa 40 Minuten Geiselhaft wieder frei und verfolgt ihn im Straßenverkehr. Weil Bauer der einzigen Spur zum Aufenthaltsort Hellers nachgeht, lässt Driscoll ihn notgedrungen wieder unterstützen. Durch eine Polizeikontrolle auf seine Verfolgung aufmerksam geworden, begeht Hasan Sekunden, nachdem er sich von Omar per „Allahu akbar“ verabschiedet hat, Suizid. Mit einer Wärmebildabtastung der Umgebung findet die CTU kurz vor 12 Uhr das Versteck Omars, der dort gerade den Schauprozess beginnen lässt, in dem Heller unter anderem der Gotteslästerung für schuldig befunden wird. Auch, weil Keeler das Gebäude mit einer lasergesteuerten Rakete bombardieren möchte, um den USA die Schmach einer öffentlichen Hinrichtung Hellers zu ersparen, verbietet Driscoll es Bauer, Heller und Audrey selbst zu befreien. Bauer widersetzt sich dem Befehl und kann so Audrey und – kurz vor dessen Exekution vor laufender Kamera – Heller befreien. Zusammen mit hinzukommenden US-Marines töten Heller und Bauer die überwiegend arabischen Entführer. Keeler bricht die Bombardierung ab.
Die Karriere-orientiert auftretende Marianne Taylor, ehemalige CTU-Angestellte und damals Geliebte ihres Kollegen Curtis Manning, erpresst von Driscoll, wieder in der CTU zu arbeiten, indem sie mit dem Kundtun des einstigen Geheimnisverrats Mannings beim gemeinsamen Liebesspiel droht. Wenig später lässt sich Taylor von Edgar Stiles entgegen den Vorschriften eine umfassendere Sicherheitsfreigabe für die CTU-Software vergeben, indem sie Stiles damit droht, seine Unterstützung für O’Brian bei Driscoll zu melden.
Dina lädt unter einem Vorwand Debbie zu sich und Behrooz nach Hause ein. Da Dina ihrem Sohn die Ermordung Debbies nicht zutraut, vergiftet Dina sie als mutmaßliche Mitwisserin tödlich. Weil Navi und sein Auftraggeber, Habib Marwan, Behrooz als Sicherheitsrisiko für ihre terroristische Aktion betrachten, wollen sie seinen Tod. Behrooz möchte das vereiteln, weswegen er den auf ihn angesetzten Killer tötet und vor Navis Komplizen flieht. Um die Ermordung ihres Sohns zu verhindern, stellt sich auch Dina kurz darauf gegen Navi, indem sie Behrooz bei dessen Flucht unterstützt.
Nachdem Driscolls schizophrene Tochter Maya wegen ausgesetzter Thorazine-Einnahme gegenüber Nachbarn ausfällig geworden ist, lässt Driscoll Maya in der CTU-Krankenstation behandeln.
Am Ort von Hellers und Audreys Gefangenschaft findet die CTU den aus dem Zug gestohlenen, leeren Koffer. Er wurde im Zug von einem Kurier des fiktiven Rüstungskonzerns McLennen-Forster transportiert, dem drittgrößten US-Waffenhersteller, und enthielt den sogenannten „Dobson Override“, ein von dem Unternehmen zusammen mit der Nuclear Regulatory Commission entwickeltes, prototypisches Gerät zur Fernsteuerung von US-Atomkraftwerken. Nach einem Cyberangriff auf die Kernkraftwerk-Sicherheitssysteme lässt es sich zum Herbeiführen von Kernschmelzen missbrauchen. Die CTU ist deshalb überzeugt davon, dass die Terroristen eine nukleare Katastrophe herbeizuführen planen und ihnen die Übertragung des Schauprozesses lediglich zur Ablenkung, zur Überlastung des Internets und zur Schwächung der Firewalls der Atomkraftwerke diente. Die Terroristen kontrollieren nun mit dem Override alle 104 aktiven US-Atomkraftwerke. Davon kann Stiles gegen 13 Uhr 98 Stück mit einer riskanten Kombination aus Anweisungen herunterfahren und so die Kernschmelzen in den darin befindlichen Reaktoren verhindern.
Während ihrer Gefangenschaft hat Audrey einen für Omar arbeitenden Amerikaner wiedererkannt. Um ihn zu identifizieren, begeben sich Jack, von Driscoll indes wieder zum Leiter der Abteilung für Geheimoperationen berufen, und Audrey zu der Sicherheitsfirma, die die Videoaufnahmen für die Veranstaltung gespeichert hat, auf der Audrey ihn erstmals gesehen hatte. Dort angekommen, versuchen Killer, sie im Auftrag des Amerikaners zu ermorden, der Henry Powell heißt und für den Taylor in der CTU spioniert. Nach der Sicherstellung des Videos und mit dem von Bauer zu Hilfe gerufenen Tony Almeida können sie die Killer töten und, mit Unterstützung des US-Verteidigungsministeriums, Powell als einen für McLennen-Forster tätigen Softwareingenieur identifizieren. Als Bauer und Almeida ihn verhaften, wird Powell von einem Heckenschützen erschossen.
Weil die Attentäter in der Sicherheitsfirma Kenntnis von Jacks und Audreys Aufenthaltsort hatten, erkennt Jack, dass es in der CTU einen Maulwurf geben muss. Heller und Driscoll lassen daraufhin die CTU-Angestellte Sarah Gavin, durch Taylor insgeheim mit gefälschten Beweisen belastet, als Schuldige verhaften und, zwecks Preisgabe ihrer Kontaktleute, durch den Einsatz von Elektroschockpistole und Injektionen foltern. Nachdem Taylor von Stiles als die wahre Verräterin identifiziert wurde, versucht sie erfolglos zu fliehen; bei der Explosion einer für ihre Ermordung bestimmten Autobombe sterben mehrere CTU-Wachleute.
Als einziger Augenzeuge und wegen des Verdachts, für die Entführung mitverantwortlich zu sein, wird der US-regierungskritische Richard in der CTU mittels sensorischer Desorientierung verhört, auch mit dem späteren Einverständnis seines Vaters. Richard weigert sich dabei, Informationen aus seinem Privatleben preiszugeben, und wird von Heller schließlich mangels Beweisen freigelassen.

#### 15 bis 23 Uhr

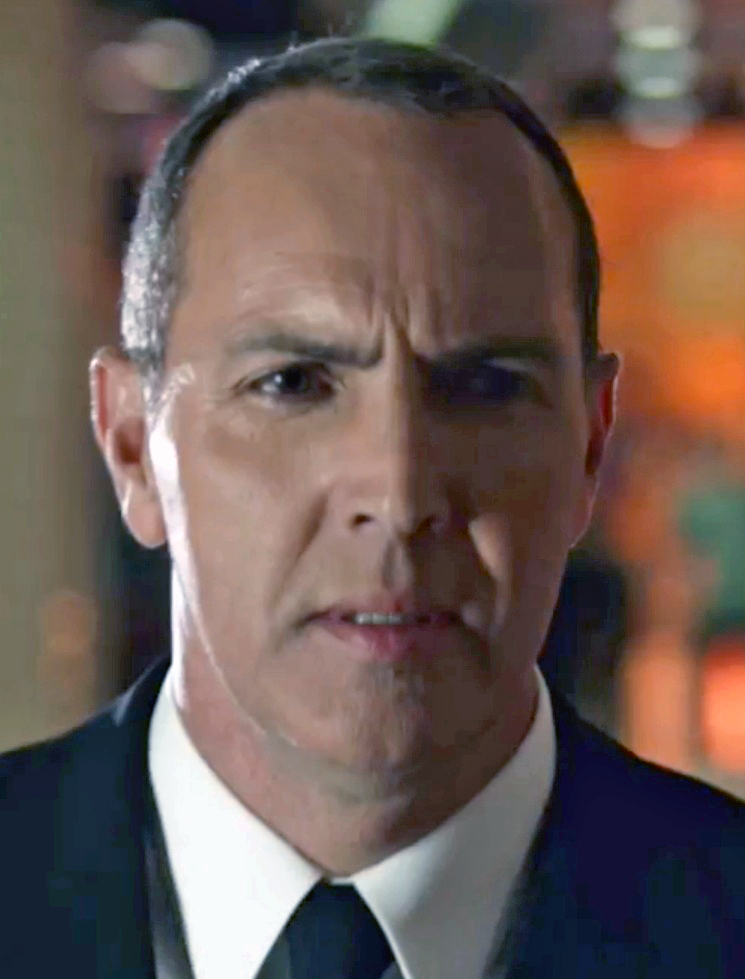
Arnold Vosloo, Darsteller des Habib Marwan

Gegen 15 Uhr kommt es im Atomkraftwerk auf der fiktiven Insel San Gabriel Island zu einer Kernschmelze; in den übrigen fünf, durch Marwan mit dem Override kontrollierten Anlagen steigen die Reaktorkerntemperaturen. Audrey Raines koordiniert die Abstimmung zwischen Polizei und Nationalgarde, die die Einwohner evakuieren. Indes fliehen Tausende Menschen vor der sich nähernden radioaktiven Wolke.
Nach der Auswertung von Powells Anrufliste findet die CTU die verletzte Dina in ihrem Hotelzimmer. Nachdem sie sich vom Präsidenten Straffreiheit für Behrooz hat zusichern lassen, hilft sie der CTU beim Auffinden von Navi. In einem Krankenhaus nimmt er Behrooz als Geisel; nach Jacks Eintreffen erschießt Behrooz seinen Vater hasserfüllt und in Notwehr. Da ihr Sohn unversehrt ist, gibt Dina der CTU die Adresse eines Gebäudes preis, das die Terroristen als Planungszentrale ihrer heutigen Aktivitäten nutzten und zu dessen Vermietern auch Pauls Firma gehört. Dadurch in den Verdacht der Mittäterschaft geraten, wird Paul von Jack zwecks Preisgabe weiterführender Informationen – in Audreys Beisein – mit Stromschlägen gefoltert. Aus Pauls Aussagen und aus CTU-Hinweisen ergibt sich, dass Marwan das Gebäude unter einem Decknamen angemietet hatte, unter dem er auch im Rockland-Gebäude arbeitet. Dorthin hat sich unterdessen Manning mit der verhafteten Taylor begeben, um Informationen über Powell sicherzustellen. Durch das Foltern Pauls verspürt Audrey zunehmend Abneigung gegenüber Jack.
Nachdem Manning im Rockland-Gebäude angelangt ist, werden die beiden ihn begleitenden CTU-Agenten und Taylor von Komplizen Marwans erschossen, die auch für Powells Tod und für die Bombe in Taylors Auto verantwortlich sind; sie verhören Manning zwecks Preisgabe des Ermittlungsstands der CTU, werden danach aber von ihm überwältigt. Währenddessen verhört Almeida, durch Bauers und Hellers Befürwortung wieder als CTU-Agent eingestellt, Dina Araz. Mit negativen Konsequenzen für ihren Sohn bedroht, gibt sie Informationen über Marwan, den Override und das Rockland-Gebäude preis.
Im Rockland-Gebäude entdecken Bauer und Manning kurz vor 17 Uhr Marwan und den Override. Mit dem Override kann die CTU die beginnenden Kernschmelzen in den fünf Atomkraftwerken abbrechen, Marwan flüchtet. Die CTU ermittelt, dass er jahrelang als Ingenieur bei McLennen-Forster tätig war und dabei den Override entwickelte, und befürchtet, dass er andere Schläfer-Zellen für weitere Terroranschläge rekrutieren könnte. Um Informationen über Marwans Tätigkeit zu sammeln, durchsucht Jack, unterstützt von Paul, Marwans Dateien in der Konzernzentrale von McLennen-Forster. Da die Firmenleitung schwerwiegende juristische Konsequenzen befürchtet, lässt sie dort zur Beweismittelvernichtung kurz vor 19 Uhr eine elektromagnetische Impulsbombe zünden, die alle elektronischen Geräte in dem Gebäude und dem 20 km² großen, umgebenden Stadtgebiet lahmlegt. Während des Stromausfalls kommt es in der Gegend rasch zu gewalttätigen Unruhen und Plünderungen.
Nachdem Maya Driscoll abermals ausfällig geworden ist und deshalb fixiert werden soll, begeht sie in der CTU-Krankenstation Suizid. Dadurch emotional schwer belastet, beendet Erin ihren Dienst. Als CTU-Leiter wird sie vorübergehend durch Almeida ersetzt, ehe dieser gegen 19 Uhr von seiner Ex-Frau Michelle Dessler abgelöst wird. Sie entlässt die rasch wieder zur Arbeit zurückgekehrte Sarah Gavin wegen ihrer Forderung nach der Gehaltserhöhung, die ihr Erin zuvor als Ausgleich für ihre Folterung genehmigt hatte.
Paul wird von Handlangern der Firmenleitung gefoltert, um von ihm die Informationen zu erhalten, die die Firma belasten, und kurz darauf von Jack befreit. Gemeinsam und mit einem verschlüsselten Dokument aus Marwans Dateibestand fliehen sie vor einem schwer bewaffneten Söldner-Kommando, das sie im Auftrag der Handlanger liquidieren will, bis in ein Waffengeschäft. Aus diesem heraus provozieren sie ein Feuergefecht, um die CTU auf sich aufmerksam zu machen. Zwar gelingt der Plan und die Söldner kommen zu Tode, allerdings wird dabei auch Paul, Jack schützend, angeschossen. Schwer verletzt, wird er in der CTU-Krankenstation behandelt, wo Audrey indes wieder Liebesgefühle für ihn bewusst werden. Es zeichnet sich ab, dass Paul nun wahrscheinlich querschnittsgelähmt ist.
Aus dem sichergestellten Dokument ergibt sich, dass es sich bei dem arabischstämmigen Professor Joseph Fayed um eine weitere von Marwans Terrorzellen handelt. Mit dem Versprechen von Straffreiheit und Aufnahme in ein Zeugenschutzprogramm für Dina und Behrooz erreicht Jack, dass sich Dina an einem Undercover-Einsatz zum Auffinden von Marwan beteiligt. Überwacht von der CTU, die Chloe O’Brian zur Verstärkung wieder eingestellt hat, und mit Jack als vorgeblicher Geisel, begibt sich Dina daraufhin zu Fayed. Dieser führt sie kurz darauf in Richtung eines Treffpunkts mit Marwan. Dorthin unterwegs, begeht Fayed auf Marwans Anweisung hin zwecks Spurenverwischung Suizid. Weil Marwan Dinas doppeltes Spiel durchschaut, lässt er Dina erschießen; Jack nimmt er als Geisel.

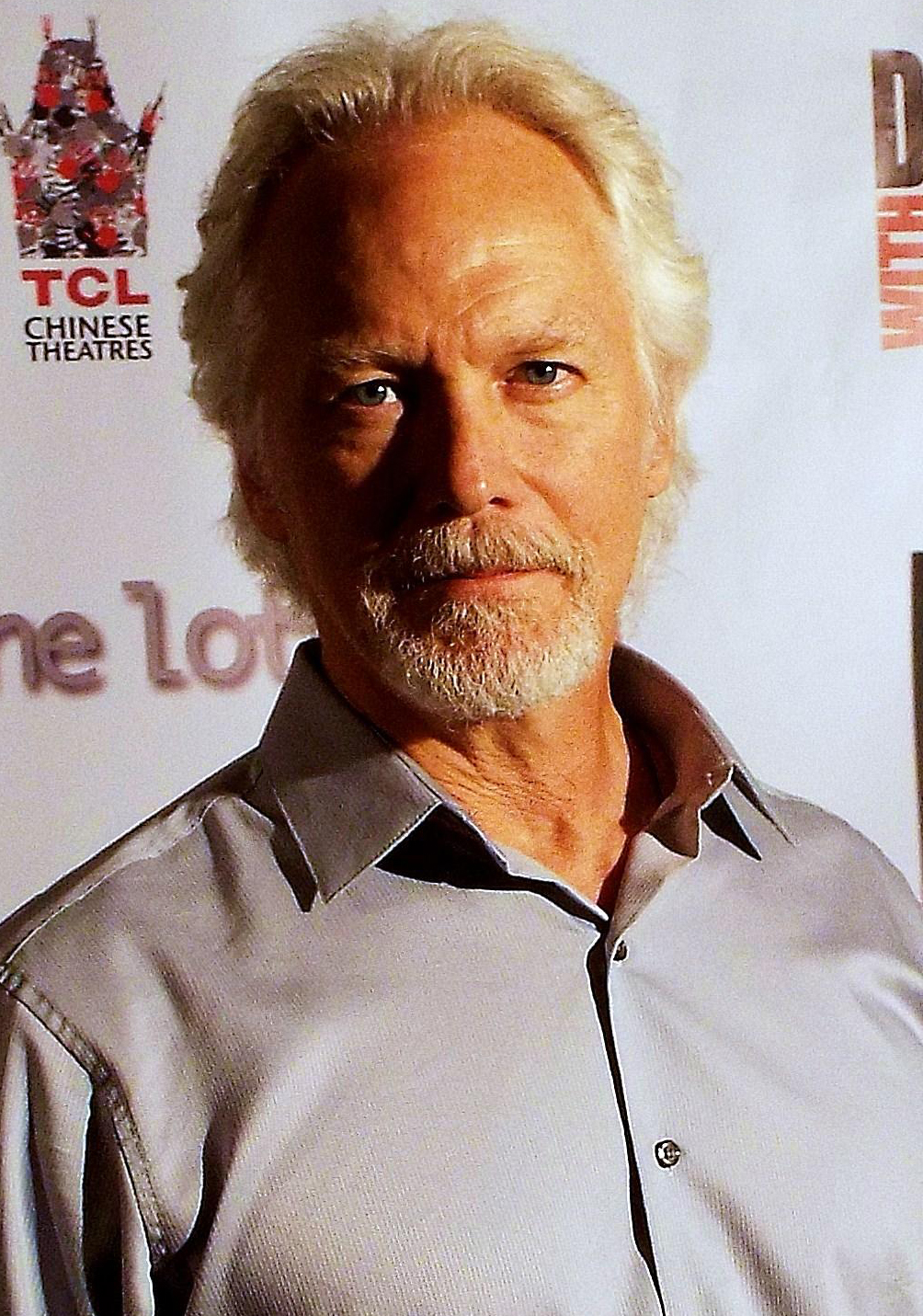
James Morrison, Darsteller des Bill Buchanan

Unterdessen erpresst der für Marwan arbeitende, einst unehrenhaft entlassene Militärpilot Mitch Anderson den Air-Force-Piloten Hansen, von dem er sich auf einen US-Luftwaffenstützpunkt schmuggeln lässt. Mit der gestohlenen Identität des ermordeten Hansen, dessen Familie er mittlerweile ebenfalls hat ermorden lassen, verschafft er sich Zugang zum Hangar. Marwan möchte die CTU von der indes bei der Polizei eingegangenen Vermisstenmeldung über Hansens Familie und somit von der Entdeckung von Andersons Aktivität ablenken und organisiert deshalb mit der CTU den Austausch Jacks gegen Behrooz. Weil die CTU-Leitung über Marwans diesbezügliche Absichten skeptisch ist, lässt sie Behrooz mit einem Wahrheitsserum foltern. Der neu in der CTU L.A. eingetroffene CTU-Regionaldirektor Bill Buchanan überwacht die Durchführung des Austauschs. Dabei kommt kurz vor 22 Uhr Jack frei und Behrooz in Marwans Gewalt. Durch die Überwachung des Austauschs ist die CTU so überlastet, dass die Vermisstenmeldung liegenbleibt. Dadurch bleibt ihr auch unbemerkt, dass Anderson gegen 22 Uhr von dem Stützpunkt mit einem F-117A-Tarnkappenbomber startet.
Durch die Lokalisierung von Telefonleitungen, die Jack in seiner Gefangenschaft kurzgeschlossen hat, findet die CTU das Versteck von Marwan, das sie, Marwans Komplizen erschießend, stürmt. Marwan flüchtet vorher und zerstört die meisten Datenträger mittels ferngezündeter Bomben. Von einem sterbenden Komplizen Marwans erfährt Bauer von einem noch in dieser Stunde stattfindenden, weiteren Anschlag. In den Datenträgern findet er den Namen Anderson. In dessen Wohnung angelangt, wird er von einer als FBI-Agentin getarnten Komplizin Marwans eine Zeitlang am Auffinden von Informationen über den bevorstehenden Anschlag gehindert. Erst wenige Minuten vor 23 Uhr erkennen er und die CTU, dass Anderson einen Tarnkappenbomber gestohlen hat und die Air Force One mit Keeler an Bord sein Ziel ist. Um 22:59 Uhr wird sie, wenige Minuten vor der geplanten Landung in L.A., von einer durch Anderson abgeschossenen Luft-Luft-Rakete in mehreren Tausend Metern Höhe getroffen.

#### 23 bis 7 Uhr
Durch den Raketentreffer ist die Air Force One schwer beschädigt und zur Notlandung gezwungen. Während Keeler schwer verletzt wird, sterben über 70 andere Passagiere. Bauer begibt sich in die Mojave-Wüste, wo der in der Air Force One transportierte Nuclear Football niedergegangen ist, der Koffer, der – in der Serienfiktion – Standorte und Aktivierungscodes des US-Nuklearwaffenarsenals enthält und den sich Marwan aneignen möchte. Auf Bauers telefonische Anweisungen hin flieht ein Liebespaar, das den Koffer in der Wüste gefunden hat, vor Marwan und dessen Komplizen in ein altes Kraftwerk, damit Marwan nicht an den Koffer gelangt. Dort foltert Marwan das Pärchen zwecks Herausgabe des Koffers, ehe es von Bauer gerettet wird. Mit wesentlichen Informationen aus dem Koffer flüchtet Marwan. Diese verwendend, lässt er in Iowa einen Militärkonvoi überfallen und dabei einen Nuklearsprengkopf stehlen.
Da Keeler nun amtsunfähig ist, kommt der 25. Verfassungszusatz zur Anwendung und der US-Vizepräsident Charles Logan wird im Weißen Haus kurz vor Mitternacht als neuer Präsident vereidigt. Sein Berater Mike Novick ist besorgt, weil sich Logan zögerlich und unsicher verhält. Aus Angst vor der Gefahr weiterer Terroranschläge für ihn persönlich regiert Logan fortan aus dem Luftschutzbunker unter dem Weißen Haus.
Buchanan entkräftet Almeidas Verdacht, er habe noch während Almeidas und Desslers gemeinsamer Ehe eine Liebesbeziehung mit Dessler geführt. Etwas später beschließen Dessler und Almeida, ihre Liebesbeziehung wieder aufzunehmen.
Insgeheim überwacht von der CTU, trifft sich Marwans Komplize Yosik Khatami, wegen Unachtsamkeit in den Fokus der CTU geraten, mit dem für Marwan arbeitenden Fluchthelfer Joe Prado. Kurz vor beider Verhaftung durch die CTU vereitelt Prado seine eigene Ermordung durch den auf die CTU aufmerksam gewordenen und deshalb misstrauischen Khatami, indem er diesen erschießt. Damit Prado von der CTU nicht gefoltert wird und so keine Aussagen über Marwan machen kann, beauftragt Marwan einen Anwalt der fiktiven Organisation Amnesty Global. Dieser erscheint etwa 20 Minuten später in der CTU und verbietet ihr mit einem richterlichen Beschluss das Foltern Prados. Nachdem auch Logan der CTU das Foltern Prados vorerst verboten hat, quittiert Bauer seinen Dienst bei der CTU. Weil der CTU, die Prado nun freilässt, keine juristischen Folgen für das Foltern Prados mehr drohen, foltert Bauer Prado in dessen Auto eigenverantwortlich, indem er ihm seine Finger einzeln bricht, wodurch Prado Informationen über Marwans Aufenthaltsort preisgibt.
Um Bauer wegen der Folterung Prados zu verhaften, schickt Logan den Secret Service aus. Die CTU inklusive des wiedereingestellten Bauer observiert Marwan in dem von Prado genannten Nachtclub, wo Marwan gerade eine an die US-Bevölkerung gerichtete Videobotschaft aufzeichnet, in der er ihr seine Motivation für die noch vor Beginn des nächsten Morgens geplante Explosion der Nuklearwaffe mitteilt. Mit diesem Anschlag und mit der Androhung weiterer Anschläge will er erreichen, dass die USA ihre seiner Ansicht nach imperialistische und interventionistische Außenpolitik beenden. Infolge des Erscheinens des Secret Service bei dem Nachtclub vorgewarnt, kann Marwan der CTU unterirdisch entkommen. Logan gesteht wegen dieses Fehlschlags die Verhaftung Bauers als eigenen Fehler ein und veranlasst deshalb umgehend Bauers Freilassung. Weil sich Logan mit der Amtsführung überfordert fühlt, holt er sich auf Novicks Vorschlag hin Ex-Präsident David Palmer zu Hilfe; ihm erteilt Logan eine Vollmacht zum Treffen sämtlicher Entscheidungen hinsichtlich der Suche nach dem Nuklearsprengkopf.
Die Freundin von Sabir Ardakani, der in Iowa in Marwans Auftrag an der Aktivierung des Nuklearsprengkopfs beteiligt ist, hat den Verdacht, Sabir stehe in Verbindung mit Terroristen. In ihrem Wohnhaus eingetroffen, stellt O’Brian Mikrochip-Pläne des Nuklearsprengkopfs sicher, wobei sie und die Frau – im Gegensatz zu zwei CTU-Agenten – einen in Marwans Auftrag verübten Mordanschlag überleben. Die Pläne wurden Sabir durch den kriminellen und staatlich unabhängig agierenden Chinesen Lee Jong verkauft, der, Ermittlungen gegen sich befürchtend, innerhalb der letzten Stunde im chinesischen Konsulat von L.A. Zuflucht gefunden hat. Den drängenden Bitten Palmers an den dortigen Konsul Koo Yin, Lee zwecks Preisgabe von Informationen über Marwans Aufenthaltsort zu verhören, kann Koo nicht rasch genug entsprechen. Mit Palmers Erlaubnis, inoffiziell und maskiert entführt deshalb Bauer Lee gewaltsam aus dem Konsulat. Bei der Aktion wird Lee schwer verletzt, Koo versehentlich durch einen Konsulatswachmann erschossen und der zu Bauers Team gehörige CTU-Agent Howard Bern von einer Überwachungskamera kurz unmaskiert gefilmt.
Kurz vor 3 Uhr wird Lee, in Lebensgefahr befindlich, in die CTU-Krankenstation eingeliefert, in der zudem Paul – mit dem sich Audrey zuvor versöhnt hatte – gerade in einer lebensbedrohlichen Situation ist. Um Lee verhören zu können, zwingt Bauer die Mediziner, Lee zu behandeln, wodurch Lee überlebt und Paul stirbt. Audreys Verhältnis zu Jack ist darüber erschüttert. Die Chinesen betrachten das Eindringen in ihr Konsulat und den vermeintlichen Mord an Konsul Koo als kriegerischen Akt. Gegenüber dem Konsulat streitet Palmer jede US-staatliche Beteiligung an der Entführung Lees und dem Tode Koos ab. Cheng Zhi, der Sicherheitschef des Konsulats, begibt sich, nachdem er Bern identifiziert hat, mit der Erlaubnis des US-Außenministers in die CTU, um dort die Verantwortlichen zu ermitteln. Cheng sieht seine Zweifel an der von Palmer und Novick zur Vertuschung erdachten Erklärung, der zufolge eine chinesische Terrororganisation für die Entführung verantwortlich sei, rasch bestätigt, als sich ihm Bauers Alibi für die fragliche Zeit als brüchig erweist. Bauer lässt Bern aus der CTU nach San Diego fliegen und damit vor der Entdeckung durch die Chinesen in Sicherheit bringen.
Mit dem Verweigern medizinischer Hilfe bedroht, gibt Lee die Adresse einer Fabrik als möglichen Aufenthaltsort Marwans preis. Die CTU verhaftet ihn dort, kann aber den um 3:59 Uhr in Iowa erfolgenden Start einer Rakete nicht verhindern, die Marwan indes mit dem Nuklearsprengkopf hat bestücken lassen. Wenige Minuten nach seiner Verhaftung wird Marwan durch Komplizen befreit. Die von der CTU durchgeführte Auswertung der Anrufe auf Marwans Handy ergibt, dass es einige Tage zuvor von Richard Hellers Handy aus angerufen wurde. Im Verhör durch Richards Vater, den Richard bislang noch nicht über seine Homosexualität informiert hatte, gesteht Richard, dass das Handy in der fraglichen Nacht durch ein Pärchen benutzt worden sein muss, das er zu sich nach Hause eingeladen hatte und mit dessen Mann er in der Nacht schlief. Bauer findet den Mann in einem Apartmenthaus erschossen durch die Terroristin Mandy vor, die indes den CTU-Agenten Castle tötet und Almeida als Geisel nimmt. Sie hatte vor Jahren ein Flugzeug zum Absturz gebracht und später das Säureattentat auf Präsident Palmer verübt.
Da die etwa 1000 km/h schnell fliegende Atomrakete eine Tarnvorrichtung besitzt, kann die CTU sie nicht orten. Bei einer Diskussion über Vorsichts- und Abwehrmaßnahmen stellt Don Ashton, der Sprecher des Repräsentantenhauses, wegen Palmers Hilfe Logans Autorität in Frage. Daraufhin inszenieren Logan, Novick und Palmer eine Situation, in der Ashton davon überzeugt wird, Logan sei Herr der Lage.
Um flüchten zu können, inszeniert Mandy ihren und Tonys Tod unter Erpressung und Ermordung ihrer Nachbarn. Vor allem wegen der Hartnäckigkeit von Jack, der Zweifel an Mandys mutmaßlichem Suizid hat, kann die CTU Mandy ergreifen und Tony befreien. Nachdem sie sich von Logan Straffreiheit für alle früheren Verbrechen hat zusichern lassen, gibt sie Marwans Fluchtweg bekannt. Dadurch kann ihn die CTU in letzter Sekunde an der Flucht aus L.A. hindern. Vor der Ergreifung durch Bauer flüchtend, begeht Marwan durch Sturz von einem Hochhaus Suizid. Mit dem in seinem Hubschrauber sichergestellten Gerät kann die CTU die Rakete kurz vor ihrem mutmaßlichen Einschlag in L.A. lokalisieren und per Beschuss durch einen Kampfjet zerstören, ohne dass der Nuklearsprengkopf explodiert.
Unterdessen wird Bern in San Diego durch Cheng und die Androhung, ihn in ein chinesisches Arbeitslager zu deportieren, zu dem Geständnis gezwungen, dass Bauer den Einsatz im Konsulat geleitet hat. Logan, kurz darauf durch den chinesischen Vizekonsul mit diesem Geständnis konfrontiert, gibt deshalb der Forderung zur Auslieferung Bauers an China nach. Aus Sorge um die diplomatischen Beziehungen zu China ändert Walt Cummings, Stabschef des Weißen Hauses, den Befehl jedoch in einen Tötungsauftrag – ohne, dass Logan es verbietet. Um Bauers Ermordung zu vereiteln, inszenieren Almeida, O’Brien und Dessler mit der Unterstützung von Bauer und Palmer und zum Schein aller Anderen Bauers Tod; zudem verhelfen sie Bauer zur Flucht mit einer neuen Identität.

## Entstehung

### Konzeption
Für die Handlung der vierten Staffel verwendeten die Drehbuchautoren eine gegenüber den vorherigen Staffeln andere Erzählweise: Hatten sie sich zuvor auf drei, jeweils die ganze Staffel umfassende Handlungsbögen konzentriert, so konzipierten sie die vierte Staffel schrittweise mit mehr als drei aufeinanderfolgenden Handlungsbögen von jeweils geringerer Länge. Vor diesem Hintergrund sagte Showrunner Joel Surnow über die Staffel, dass die Drehbuchschreiber den Fokus bewusst stärker auf die Spannungserzeugung gelegt hätten als auf die Plausibilität der Echtzeit-Erzählweise.
Surnow sagte, dass die Drehbuchautoren die ersten vier, für eine besonders zeitnahe Ausstrahlung vorgesehenen Episoden vor ihrem Dreh stärker als den restlichen Teil der Staffel überarbeitet hätten.

### Szenenbild
Für die vierte Staffel wurde die Produktion von Woodland Hills nach Chatsworth verlagert. Dort entstand in mehreren Monaten Bauzeit in einer Halle ein neues permanentes Set für das Gebäude-Innere der im Mittelpunkt der Handlung stehenden CTU-Zweigstelle von L.A.; es kam auch in den beiden folgenden Staffeln zum Einsatz. Das gegenüber dem vorherigen Set größere, sechs Meter hohe und zweistöckige Set diente einer bei den Dreharbeiten störgeräuschärmeren Akustik, der vereinfachten Wahl der Kamera-Winkel und bot mehr Platz für die Beleuchtung. Das Set diente auch der Einbettung thematischer Metaphern. Um eine solche Metapher handelt es sich etwa bei den Barcodes repräsentierenden Streifen auf Glasscheiben, unter anderem denen des Beratungsraums, die nach den Worten des Szenenbildners Joseph Hodges das Vorhanden- und Verborgensein von Dingen symbolisieren. Das Farbschema des Sets bestand nunmehr aus Rot, Weiß und Blau und ähnelte damit stark dem der Kurznachrichten, die FOX in den Werbepausen von 24 ausstrahlte. Deshalb lässt sich das neue Set zugleich als Raum zur Integration der Marke FOX in die Serie verstehen. Sie wird auch deutlich an den zahlreichen eingeblendeten Flachbildschirmen, auf denen imitierte FOX-Nachrichten zu sehen sind. Eine solche Integration des die Serie ausstrahlenden Networks hob die Wissenschaftlerin Jennifer Gillan in ihrem Buch Television and New Media als eine Neuheit hervor. Die Umgestaltung des Sets, so Gillan, „betont Markenkonsistenz und Marketing-Logik stärker als Story-Logik; der Raum ähnelt eher einem Loft im Dotcom-Stil als einem Regierungsbüro, vor allem, da es unwahrscheinlich ist, dass die Regierung schicke rote Schreibtische budgetieren würde […].“

### Dreh und Widmung

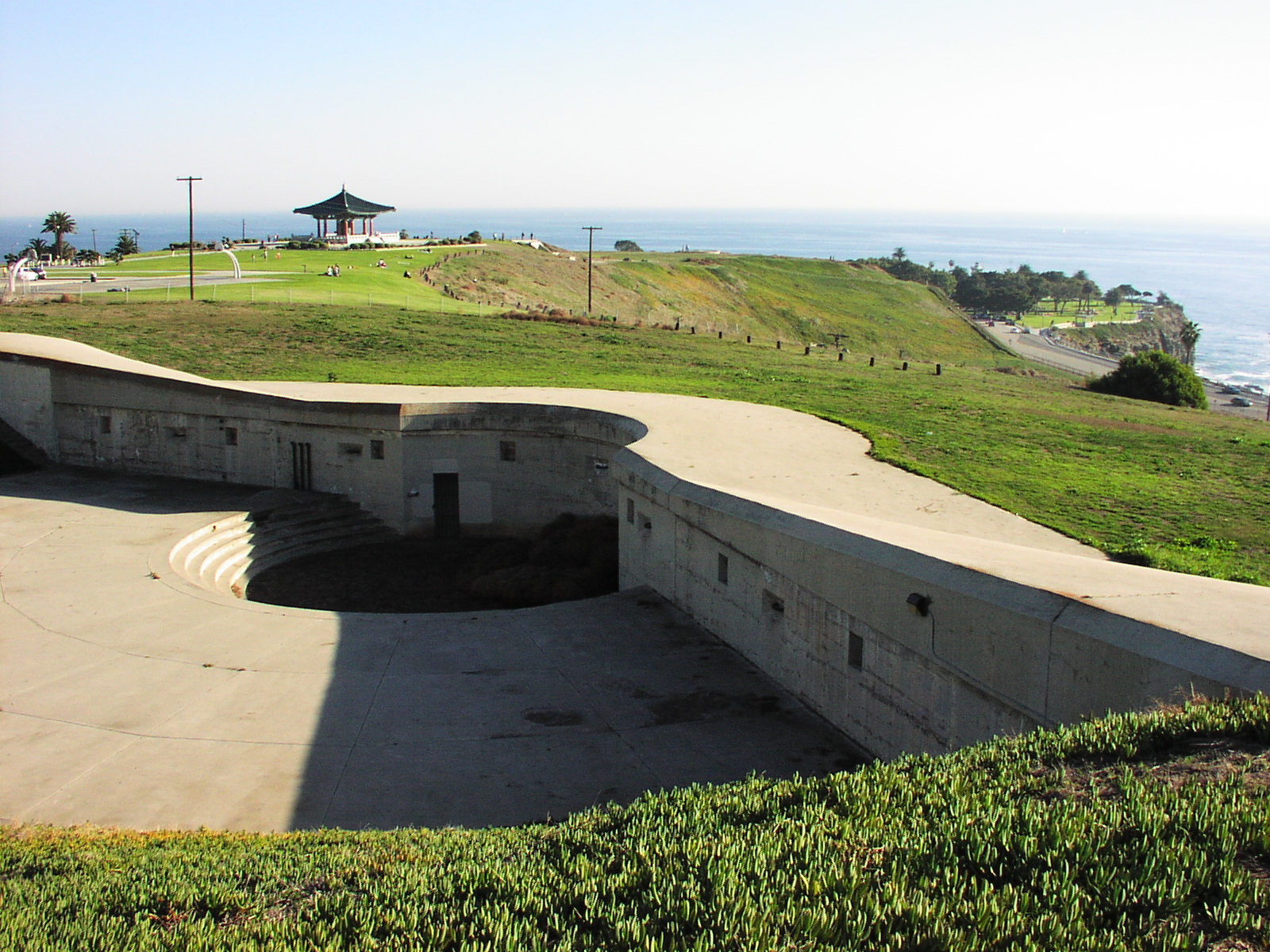
Teil des Fort MacArthur, dem für den Terroristenstützpunkt verwendeten Schauplatz

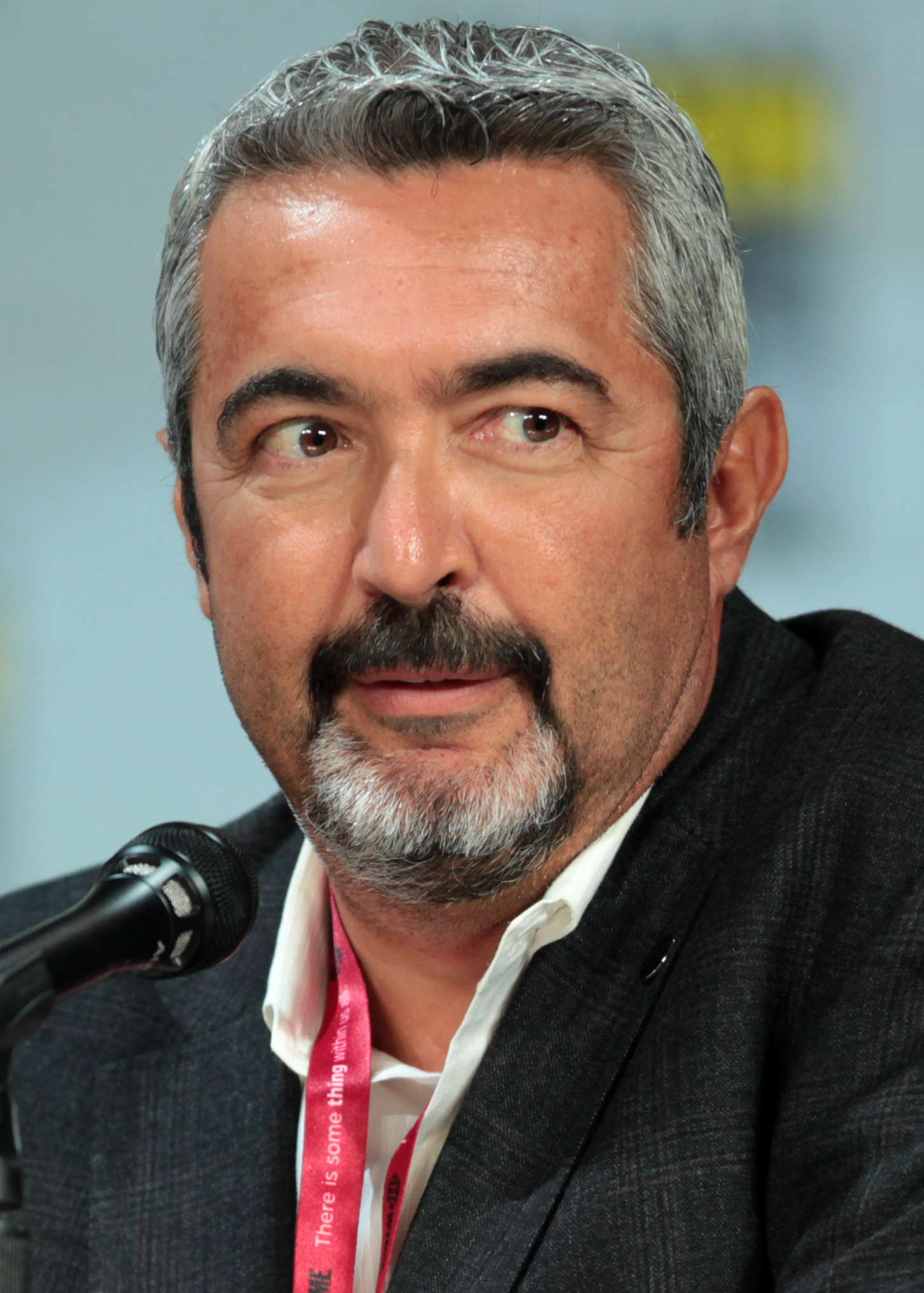
Hauptregisseur Jon Cassar

Die Dreharbeiten begannen im Juli 2004.
Als Kulisse für den Terroristenstützpunkt, in dem der Verteidigungsminister und seine Tochter gefangen gehalten werden, diente das Fort MacArthur, im Stadtteil San Pedro von Los Angeles gelegen. Für den Sturmangriff auf diesen Ort, von dem die zweifach Emmy-prämierte, sechste Episode (Tag 4: 12:00 – 13:00 Uhr) handelt, kamen reale Marinesoldaten mit Kampfhubschraubern des Typs Bell AH-1 Cobra zum Einsatz. Die Soldaten gehörten der Einheit „Marine Light Attack Helicopter Squadron 775“ des United States Marine Corps an, die auch schon im Afghanistan-Krieg und im Irakkrieg eingesetzt worden war. Der zu der Einheit gehörende Lieutenant Colonel Dave Greene fiel im Irakkrieg in der Zeit zwischen den Dreharbeiten, die im Oktober 2004 stattfanden, und der US-Erstausstrahlung. Deshalb erhielt die Episode vor ihrem Abspann eine Widmung für Greene.

### Schnitt
Zu den aus den finalen Fassungen der Episoden geschnittenen Szenen gehört eine Szene, in der Heller erfährt, dass durch die Kernschmelze im Kraftwerk zwölf Menschen gestorben sind. Geschnitten wurde auch eine Szene, in der Manning durch Marwans Komplizen verhört und mit einem starke Schmerzen verursachenden Mittel gefoltert wird. In einer anderen Szene verabschiedet sich Marwan von seiner Familie. Drei weitere entfernte Szenen spielen in dem Waffengeschäft, in dem sich Jack und Paul mit den beiden arabischstämmigen Brüdern verschanzen. Jack entdeckt dabei den angeschossenen Vater der Brüder und entfernt ihm die Kugel aus seinem Bauch. Eine Szene zeigt, wie Behrooz nach dem Gefangenenaustausch von der CTU befreit wird, kurz bevor er durch Marwans Komplizen exekutiert worden wäre. Drei Szenen, die für die zwischen 1 und 2 Uhr spielende Episode vorgesehen waren, spielen in der CTU und handeln von der muslimischen CTU-Agentin Azara. Sie nimmt von Sabir Ardakanis Freundin telefonisch deren Verdacht bzgl. Sabir entgegen. Nach einem Gespräch mit Edgar Stiles, bei dem sie sich durch ihn diskriminiert fühlt, reagiert sie auf Edgars Entschuldigung mit der Begründung abweisend, dass er sie wegen ihres Hidschāb vorverurteilt habe.

## Besetzung und Synchronsprecher
Für den Staffelbeginn wurde die Hauptbesetzung zu einem großen Teil erneuert. Mit Ausnahme des Bauer-Darstellers Kiefer Sutherland kamen in der Staffel nur solche Hauptdarsteller zum Einsatz, die in den vorherigen Staffeln noch nicht mitgespielt hatten. Neben Sutherland war nur Kim Raver, Darstellerin der Audrey Raines, durchgängig Teil der Hauptbesetzung. Lana Parrilla, die die CTU-Angestellte Sarah Gavin spielt, wurde bis zur sechsten Episode als Nebendarstellerin und ab der siebten Episode als Hauptdarstellerin geführt, ehe sie nach der zwölften Episode ausschied. Roger Cross, Darsteller des Curtis Manning, begann ebenfalls als Nebendarsteller und rangierte ab der 14. Episode als Hauptdarsteller. Zur Hauptbesetzung gehörten zudem William Devane, Darsteller des James Heller, und Alberta Watson, Darstellerin der Erin Driscoll. Im Laufe der Staffel kehrten allerdings etliche Figuren, die in den vorherigen Staffeln zu den Hauptfiguren gehörten, in Nebenrollen zurück.
Die Oscar-nominierte, iranische Schauspielerin Shohreh Aghdashloo lehnte die Rolle der Dina Araz zunächst ab, weil sie die Darstellung als Terroristin mit nahöstlicher Herkunft als zu stereotyp beurteilte. Erst Wochen später ließ sie sich durch die Produzenten davon überzeugen, die Rolle zu spielen; in einem anlässlich des US-Erstausstrahlungsbeginns veröffentlichten Interview mit der New York Times charakterisierte sie nunmehr die Rolle als herausfordernd und die Figur als komplex.
| Rollenname       | Schauspieler         | Deutscher Synchronsprecher | Rolle                                                                                           |
| ---------------- | -------------------- | -------------------------- | ----------------------------------------------------------------------------------------------- |
| Jack Bauer       | Kiefer Sutherland    | Tobias Meister             | Berater des Verteidigungsministers, CTU-Agent, Leiter der CTU-Abteilung für Geheimoperationen   |
| Erin Driscoll    | Alberta Watson       | Kerstin Sanders-Dornseif   | CTU-Leiterin                                                                                    |
| James Heller     | William Devane       | Michael Telloke            | US-Verteidigungsminister, Vater von Audrey Raines und Richard Heller                            |
| Audrey Raines    | Kim Raver            | Ranja Bonalana             | Tochter und Assistentin von James Heller, Schwester von Richard Heller, Ehefrau von Paul Raines |
| Sarah Gavin      | Lana Parrilla        | Claudia Urbschat-Mingues   | CTU-Datenanalytikerin                                                                           |
| Curtis Manning   | Roger Cross          | Peter Flechtner            | Stellvertretender CTU-Leiter                                                                    |
| Dina Araz        | Shohreh Aghdashloo   | Gertie Honeck              | Schläferin, Ehefrau von Navi Araz, Mutter von Behrooz Araz                                      |
| Behrooz Araz     | Jonathan Ahdout      | David Turba                | Sohn von Dina und Navi Araz                                                                     |
| Walt Cummings    | John Allen Nelson    | Matthias Klages            | Stabschef des Weißen Hauses                                                                     |
| Mike Novick      | Jude Ciccolella      | Norbert Gescher            | Berater des US-Präsidenten                                                                      |
| Paul Raines      | James Frain          | Benjamin Völz              | Geschäftsmann, Ehemann von Audrey Raines                                                        |
| Maya Driscoll    | Angela Goethals      | Maria Koschny              | Tochter von Erin Driscoll                                                                       |
| Andrew Paige     | Lukas Haas           |                            | Programmierer, Studienfreund von Chloe O’Brien                                                  |
| Mandy            | Mia Kirshner         | Dascha Lehmann             | Terroristin, Komplizin Marwans                                                                  |
| Cheng Zhi        | Tzi Ma               | Wolfgang Condrus           | Sicherheitschef im chinesischen Konsulat von L.A.                                               |
| Debbie Pendleton | Leighton Meester     | Berenice Weichert          | Freundin von Behrooz Araz                                                                       |
| John Keeler      | Geoffrey Pierson     | Ernst Meincke              | US-Präsident                                                                                    |
| Omar             | Tony Plana           | Frank Glaubrecht           | Komplize von Navi Araz                                                                          |
| Navi Araz        | Nestor Serrano       | Udo Schenk                 | Terrorist, Komplize von Habib Marwan, Ehemann von Dina Araz, Vater von Behrooz Araz             |
| Marianne Taylor  | Aisha Tyler          | Martina Treger             | CTU-Angestellte, Ex-Geliebte von Curtis Manning, CTU-Maulwurf für Henry Powell                  |
| Habib Marwan     | Arnold Vosloo        | Leon Boden                 | Terrorist, Mitarbeiter von McLennen-Forster                                                     |
| David Palmer     | Dennis Haysbert      | Tilo Schmitz               | US-Präsident im Ruhestand                                                                       |
| Tony Almeida     | Carlos Bernard       | Robin Brosch               | arbeitslos, später CTU-Agent, vorübergehend CTU-Leiter, Ex-Ehemann von Michelle Dessler         |
| Michelle Dessler | Reiko Aylesworth     | Ulrike Stürzbecher         | CTU-Leiterin, Ex-Ehefrau von Tony Almeida                                                       |
| Chloe O’Brian    | Mary Lynn Rajskub    | Julia Ziffer               | Angestellte in der CTU-Kommunikationsabteilung                                                  |
| Charles Logan    | Gregory Itzin        | Lutz Mackensy              | US-Vizepräsident, später US-Präsident                                                           |
| Bill Buchanan    | James Morrison       | Norbert Langer             | CTU-Regionaldirektor                                                                            |
| Edgar Stiles     | Louis Lombardi       | Peter Reinhardt            | Angestellter in der CTU-Kommunikationsabteilung                                                 |
| Ronnie Lobell    | Shawn Doyle          | Thomas Nero Wolff          | Leiter der CTU-Abteilung für Geheimoperationen                                                  |
| Henry Powell     | Robertson Dean       | Oliver Stritzel            | Freier Mitarbeiter und Softwareingenieur bei McLennen-Forster, Komplize von Habib Marwan        |
| Kalil Hasan      | Anil Kumar           | Thomas Schmuckert          | Terrorist, Komplize von Omar, Entführer von Andrew Paige                                        |
| Richard Heller   | Logan Marshall-Green | Julien Haggége             | Sohn von James Heller, Bruder von Audrey Raines, US-Regierungskritiker                          |
| Mitch Anderson   | Ned Vaughn           |                            | Komplize von Marwan, vorgeblich Air-Force-Pilot                                                 |
| Howard Bern      | Robert Cicchini      | Stefan Gossler             | CTU-Agent                                                                                       |
| Joe Prado        | John Thaddeus        | Michael Christian          | Fluchthelfer, Komplize Marwans                                                                  |

## Fernsehausstrahlung

### Englischsprachige Länder
Als Werbung für die Staffel diente dem Network FOX, bei dem 24 beheimatet ist, das Onlinespiel 24 Countdown, das FOX ab Dezember 2004 auf seiner Internetseite offerierte. Es bot dem Spieler die Möglichkeit, die Rolle des Jack Bauer in Antiterror-Ermittlungen zu spielen, und enthielt Produktplatzierungen für LG-Mobiltelefone.
FOX strahlte die Staffel vom 9. Januar bis zum 23. Mai 2005 erstmals aus. Es begann die Erstausstrahlung im Gegensatz zu den vorherigen Staffeln nicht zu Beginn der Fernsehsaison im Herbst, sondern erst im Januar, um angesichts der stark zusammenhängenden und episodenübergreifenden Handlungsstruktur die Zuschauerakzeptanz zu erhöhen und die Episoden ohne Unterbrechung durch Wiederholungen bis zum Saisonende im Mai senden zu können. Um möglichst viele Zuschauer von Beginn an zu binden, wurden die ersten vier Episoden zeitnah in Form von zwei Doppelepisoden am Sonntag und – dem nunmehr zum regulären Sendeplatz bestimmten – Montag gezeigt. Am ersten Abend sahen etwa 15,3 Millionen Zuschauer zu, am zweiten 13,3 Millionen. Die durchschnittliche Reichweite aller 24 Episoden betrug 12,1 Millionen Zuschauer – eine andere Quelle nennt 11,9 Millionen – und damit 20 Prozent mehr als bei der dritten Staffel gemessen. Mit der Staffel platzierte sich 24 in der Rangliste der USA-weit meistgesehenen Programme der Fernsehsaison 2004/05 auf dem 31. Platz.
Im Vereinigten Königreich begann der Bezahlfernsehsender Sky One am 30. Januar 2005 mit der Erstausstrahlung. Die zum Auftakt gesendete Doppelepisode erreichte etwa 617.000 Zuschauer und damit circa 400.000 weniger als beim Auftakt der dritten Staffel im Vorjahr.

### Deutschsprachige Länder
Im deutschsprachigen Raum strahlten der deutsche Privatsender RTL II, der schweizerische öffentlich-rechtliche Sender SF 2 und der österreichische Privatsender ATV+ die Staffel zwischen November 2005 und März 2006 zeitlich überlappend zueinander und zur Hauptsendezeit aus. Die beiden letztgenannten waren an der deutschsprachigen Erstausstrahlung beteiligt. SF 2 zeigte die Episoden im deutsch-englischen Zweikanalton und – laut Ankündigung – unzensiert. Mit einer durchschnittlichen Reichweite von 105.000 Zuschauern gehörte die Serie mit dieser Staffel zu den erfolgreichsten des Senders.
RTL II sendete sechs Episoden paarweise und die übrigen zu dritt. Die ersten und die vorletzten drei waren am Freitagabend zu sehen, die anderen am Samstagabend, jeweils ab 20:15 Uhr. Die Freiwillige Selbstkontrolle Fernsehen prüfte 22 Episoden der Staffel und band sechs davon für eine Ausstrahlung ab 20 Uhr an Schnittauflagen, die überwiegend für Szenen mit Folterungen durch CTU-Angestellte gelten. Zumindest die Episoden 8, 11 und 13 strahlte RTL II bei der Erstsendung geschnitten aus. Die beschnittenen Szenen, in denen unter anderem Sarah Gavin und Paul Raines durch Elektroschocks gefoltert werden, wurden von der FSF als „sozialethisch desorientierend“, „übermäßig ängstigend“ und „potentiell entwicklungsbeeinträchtigend“ eingestuft. Entfernt wurden bildliche Spitzen im Umfang von wenigen Sekunden.
Die durchschnittliche Reichweite der von RTL II erstausgestrahlten Episoden betrug 930.000 Zuschauer, was einem Marktanteil von 3 Prozent in der Gruppe der ab 3-Jährigen entspricht. In der werberelevanten Zielgruppe der 14- bis 49-Jährigen betrug die durchschnittliche Reichweite 620.000, gleichbedeutend mit einem Marktanteil von 4,9 Prozent. Für den Sender waren die Einschaltquoten nicht zufriedenstellend, sie blieben unter dem bis dahin in der Fernsehsaison 2005/06 erreichten Gesamtdurchschnitt von RTL II.

## DVD-Ausgabe
In der ersten Woche nach dem US-Verkaufsstart der DVD-Box am 6. Dezember 2005 wurde die Staffel um 56 Prozent häufiger verkauft als die dritte Staffel im äquivalenten Zeitraum des Vorjahres.
Die deutsche DVD-Box enthält 39 erweiterte und für den finalen Schnitt nicht berücksichtigte Szenen sowie – unter dem Titel Season 4 Director’s Cut Promo – das Prequel zur vierten Staffel. Enthalten sind zudem vier Dokumentarfilme: Breaking Ground thematisiert Konzeption und Bau des neuen CTU-Innensets; in Blood on the Tracks geht es um die Dreharbeiten zu dem Zugattentat in der ersten Episode; Lock and Load ist eine Dokumentation des Drehs der Befreiungsaktion in der sechsten Episode; außerdem gibt es einen Bericht über die Dreharbeiten zum Prequel zur fünften Staffel. Bei dem ebenfalls enthaltenen Musikvideo The Longest Day handelt es sich um einen von Armin van Buuren aufgeführten Remix des 24-Themas.
Darüber hinaus ist im DVD-Bonusmaterial 24: Conspiracy enthalten, eine 24-teilige Miniserie, deren Episoden je eine Minute lang sind und wegen ihrer Verbreitung über Mobiltelefone als Mobisodes bezeichnet werden. Die Miniserie diente der Werbung für die vierte Staffel und wurde ab 30. Januar 2005 Vodafone-Kunden mit 3G-Handys in Großbritannien angeboten, später auch Verizon-Kunden in den USA. Die Mobisodes handeln von Mordermittlungen der CTU-Zweigstelle in Washington, D.C. und enden ebenfalls mit Cliffhangern. 24: Conspiracy wurde in einer für mobile Inhalte neu geschaffenen Kategorie der Daytime Emmy Awards 2006 nominiert.

## Episoden
Das Datum der deutschsprachigen Erstausstrahlung ist jeweils grün hervorgehoben.
|           |           |                          |                                | Erstausstrahlung | Erstausstrahlung     | Erstausstrahlung     | Erstausstrahlung |                 |                                                         |
| Nr. (ges) | Nr. (St.) | Deutschsprachiger Titel  | Originaltitel                  | USA (FOX)        | Deutschland (RTL II) | Österreich (ATVplus) | Schweiz (SF 2)   | Regie           | Drehbuch                                                |
| --------- | --------- | ------------------------ | ------------------------------ | ---------------- | -------------------- | -------------------- | ---------------- | --------------- | ------------------------------------------------------- |
| 73        | 1         | Tag 4: 7:00 – 8:00 Uhr   | Day 4: 7:00 a.m. – 8:00 a.m.   | 9. Jan. 2005     | 13. Jan. 2006        | 15. Dez. 2005        | 28. Nov. 2005    | Jon Cassar      | Joel Surnow, Michael Loceff                             |
| 74        | 2         | Tag 4: 8:00 – 9:00 Uhr   | Day 4: 8:00 a.m. – 9:00 a.m.   | 9. Jan. 2005     | 13. Jan. 2006        | 15. Dez. 2005        | 28. Nov. 2005    | Jon Cassar      | Howard Gordon                                           |
| 75        | 3         | Tag 4: 9:00 – 10:00 Uhr  | Day 4: 9:00 a.m. – 10:00 a.m.  | 10. Jan. 2005    | 13. Jan. 2006        | 22. Dez. 2005        | 5. Dez. 2005     | Brad Turner     | Evan Katz                                               |
| 76        | 4         | Tag 4: 10:00 – 11:00 Uhr | Day 4: 10:00 a.m. – 11:00 a.m. | 10. Jan. 2005    | 14. Jan. 2006        | 22. Dez. 2005        | 5. Dez. 2005     | Brad Turner     | Stephen Kronish                                         |
| 77        | 5         | Tag 4: 11:00 – 12:00 Uhr | Day 4: 11:00 a.m. – 12:00 p.m. | 17. Jan. 2005    | 14. Jan. 2006        | 29. Dez. 2005        | 12. Dez. 2005    | Jon Cassar      | Peter M. Lenkov                                         |
| 78        | 6         | Tag 4: 12:00 – 13:00 Uhr | Day 4: 12:00 p.m. – 1:00 p.m.  | 24. Jan. 2005    | 14. Jan. 2006        | 29. Dez. 2005        | 19. Dez. 2005    | Jon Cassar      | Matt Michnovetz                                         |
| 79        | 7         | Tag 4: 13:00 – 14:00 Uhr | Day 4: 1:00 p.m. – 2:00 p.m.   | 31. Jan. 2005    | 21. Jan. 2006        | 5. Jan. 2006         | 26. Dez. 2005    | Ken Girotti     | Joel Surnow, Michael Loceff                             |
| 80        | 8         | Tag 4: 14:00 – 15:00 Uhr | Day 4: 2:00 p.m. – 3:00 p.m.   | 7. Feb. 2005     | 21. Jan. 2006        | 5. Jan. 2006         | 2. Jan. 2006     | Ken Girotti     | Stephen Kronish, Peter M. Lenkov; Idee: Matt Michnovetz |
| 81        | 9         | Tag 4: 15:00 – 16:00 Uhr | Day 4: 3:00 p.m. – 4:00 p.m.   | 14. Feb. 2005    | 28. Jan. 2006        | 12. Jan. 2006        | 9. Jan. 2006     | Brad Turner     | Howard Gordon, Evan Katz                                |
| 82        | 10        | Tag 4: 16:00 – 17:00 Uhr | Day 4: 4:00 p.m. – 5:00 p.m.   | 21. Feb. 2005    | 28. Jan. 2006        | 12. Jan. 2006        | 16. Jan. 2006    | Brad Turner     | Stephen Kronish, Peter M. Lenkov                        |
| 83        | 11        | Tag 4: 17:00 – 18:00 Uhr | Day 4: 5:00 p.m. – 6:00 p.m.   | 28. Feb. 2005    | 4. Feb. 2006         | 19. Jan. 2006        | 23. Jan. 2006    | Jon Cassar      | Joel Surnow, Michael Loceff                             |
| 84        | 12        | Tag 4: 18:00 – 19:00 Uhr | Day 4: 6:00 p.m. – 7:00 p.m.   | 7. März 2005     | 4. Feb. 2006         | 19. Jan. 2006        | 23. Jan. 2006    | Jon Cassar      | Howard Gordon, Evan Katz                                |
| 85        | 13        | Tag 4: 19:00 – 20:00 Uhr | Day 4: 7:00 p.m. – 8:00 p.m.   | 14. März 2005    | 11. Feb. 2006        | 26. Jan. 2006        | 30. Jan. 2006    | Rodney Charters | Anne Cofell Saunders                                    |
| 86        | 14        | Tag 4: 20:00 – 21:00 Uhr | Day 4: 8:00 p.m. – 9:00 p.m.   | 21. März 2005    | 11. Feb. 2006        | 26. Jan. 2006        | 30. Jan. 2006    | Tim Iacofano    | Howard Gordon, Evan Katz                                |
| 87        | 15        | Tag 4: 21:00 – 22:00 Uhr | Day 4: 9:00 p.m. – 10:00 p.m.  | 28. März 2005    | 11. Feb. 2006        | 2. Feb. 2006         | 6. Feb. 2006     | Bryan Spicer    | Joel Surnow, Michael Loceff                             |
| 88        | 16        | Tag 4: 22:00 – 23:00 Uhr | Day 4: 10:00 p.m. – 11:00 p.m. | 4. Apr. 2005     | 18. Feb. 2006        | 2. Feb. 2006         | 6. Feb. 2006     | Bryan Spicer    | Howard Gordon, Evan Katz; Idee: Robert Cochran          |
| 89        | 17        | Tag 4: 23:00 – 0:00 Uhr  | Day 4: 11:00 p.m. – 12:00 a.m. | 11. Apr. 2005    | 18. Feb. 2006        | 9. Feb. 2006         | 13. Feb. 2006    | Jon Cassar      | Duppy Demetrius                                         |
| 90        | 18        | Tag 4: 0:00 – 1:00 Uhr   | Day 4: 12:00 a.m. – 1:00 a.m.  | 18. Apr. 2005    | 18. Feb. 2006        | 9. Feb. 2006         | 20. Feb. 2006    | Jon Cassar      | Joel Surnow, Michael Loceff                             |
| 91        | 19        | Tag 4: 1:00 – 2:00 Uhr   | Day 4: 1:00 a.m. – 2:00 a.m.   | 25. Apr. 2005    | 24. Feb. 2006        | 9. Feb. 2006         | 27. Feb. 2006    | Bryan Spicer    | Howard Gordon, Evan Katz                                |
| 92        | 20        | Tag 4: 2:00 – 3:00 Uhr   | Day 4: 2:00 a.m. – 3:00 a.m.   | 2. Mai 2005      | 24. Feb. 2006        | 9. Feb. 2006         | 27. Feb. 2006    | Bryan Spicer    | Peter M. Lenkov                                         |
| 93        | 21        | Tag 4: 3:00 – 4:00 Uhr   | Day 4: 3:00 a.m. – 4:00 a.m.   | 9. Mai 2005      | 24. Feb. 2006        | 16. Feb. 2006        | 6. März 2006     | Kevin Hooks     | Joel Surnow, Michael Loceff                             |
| 94        | 22        | Tag 4: 4:00 – 5:00 Uhr   | Day 4: 4:00 a.m. – 5:00 a.m.   | 16. Mai 2005     | 25. Feb. 2006        | 16. Feb. 2006        | 6. März 2006     | Kevin Hooks     | Matt Michnovetz, Duppy Demetrius                        |
| 95        | 23        | Tag 4: 5:00 – 6:00 Uhr   | Day 4: 5:00 a.m. – 6:00 a.m.   | 23. Mai 2005     | 25. Feb. 2006        | 16. Feb. 2006        | 13. März 2006    | Jon Cassar      | Sam Montgomery                                          |
| 96        | 24        | Tag 4: 6:00 – 7:00 Uhr   | Day 4: 6:00 a.m. – 7:00 a.m.   | 23. Mai 2005     | 25. Feb. 2006        | 16. Feb. 2006        | 13. März 2006    | Jon Cassar      | Robert Cochran, Howard Gordon                           |

## Themen und Kontroversen

### Muslime und Türken als Terroristen
Surnow betonte, dass die Staffel die Angst der US-Bevölkerung vor dem Islamischen Terrorismus aufgreift, den die Vereinigten Staaten bekämpfen. Dieses Motiv wurde auch auf Plakaten deutlich, die FOX anlässlich des Erstausstrahlungsbeginns zur Werbung verwendete und die die Familie Araz und den Hinweis zeigten: “They could be living right next door.” (deutsch etwa: „Sie könnten deine Nachbarn sein.“)

#### Öffentliche Diskussion
Nach der Sichtung der ersten vier Episoden sah der Rat für Amerikanisch-Islamische Beziehungen (CAIR) im Januar 2005 seine Bedenken dahingehend bestätigt, dass sich die Geschichte in eine gefährliche Richtung entwickele und gewöhnliche amerikanische Muslime als Verdächtige erscheinen lasse. Ein deswegen von Vertretern von CAIR und FOX durchgeführtes Treffen hatte zum Ergebnis, dass mehrere Episoden vor ihrer Ausstrahlung noch stellenweise überarbeitet wurden. Zudem entstand ein Spot mit der von Kiefer Sutherland gesprochenen Ansage, dass die in der Serie gezeigten Schurken nicht repräsentativ für alle Muslime seien. Der Rat bedankte sich bei dem Sender dafür, ernst genommen worden zu sein. FOX strahlte den Spot ab der achten Episode aus, allerdings nur so lange die Araz-Familie eine Rolle in der Handlung spielte. Eine weitere Reaktion von FOX auf die Kritik des Rates war seine Ankündigung, sowohl seinen eigenen Fernsehstationen als auch seinen Affiliates die Ausstrahlung zweier, von CAIR schon im Vorjahr produzierter Werbespots anzubieten, die Muslime in einem positiven Licht zeigen sollen.
Anlässlich des Erstausstrahlungsbeginns im Vereinigten Königreich kam vom Britischen Rat der Muslime die im Guardian sowohl publizierte als auch erwiderte Kritik, dass die Weise, mit der die Staffel den Islam porträtiere, negative Stereotype und Islamophobie fördere. Generalsekretär Iqbal Sacranie sagte in Bezug auf eine Vorschau auf die ersten fünf Episoden: „Wir sind höchst betroffen von der durchweg feindschaftlichen und unausgeglichenen Porträtierung von Muslimen in dieser Staffel“. Der Rat forderte die britische Medienaufsichtsbehörde zur Untersuchung der Serie auf, da sie durch Falschdarstellung ethnischer Minderheiten Ausstrahlungsvorschriften breche. Darauf reagierend, ließ der Sender Sky verlautbaren, dass die bisher bewerteten Episoden die Ausstrahlungsvorschriften der Behörde nicht verletzen. Terry Sanderson von der britischen National Secular Society kritisierte den Rat für dessen Einwände und sagte, dass niemand davon abgehalten werden dürfe, etwas über den Islam zu sagen.
Die für Türkisch-Amerikaner eintretende Organisation Assembly of Turkish Americans Associations brachte im Januar 2005 mit Blick auf die Staffel und auf die Resonanz auf den Film 12 Uhr nachts – Midnight Express (1978) die Angst zum Ausdruck, es könnten auch wegen 24 Türkisch-Amerikaner verfolgt werden. Basierend auf negativen Reaktionen von Zuschauern der US-Erstausstrahlung verzichtete der türkische Privatsender CNBC-e zunächst auf die ursprünglich für Herbst 2005 vorgesehene türkische Erstausstrahlung der Staffel. Nach Protesten von Fans gegen den Verzicht entschied sich der Sender aber um und strahlte die Staffel beginnend im März 2006 aus. Weil die Staffel den Verdacht aufkommen lasse, dass die Türkei das Ursprungsland der Terroristen sei, kritisierte die türkische Botschaft in den Vereinigten Staaten die 24-Produzenten negativ.
Als eine Reaktion auf die Kritik des CAIR sagte Dina-Darstellerin Aghdashloo in einem Zeitungsinterview im Januar 2005, dass in der heutigen Welt die meisten Terroristen unglücklicherweise Muslime seien, obwohl nicht alle Muslime Terroristen seien. Aghdashloos Reaktion wurde in einem Artikel, der auf der vom Internationalen Komitee der Vierten Internationale betriebenen World Socialist Web Site im April 2005 erschien, als ignorant und unehrlich kritisiert. Derartige Stellungnahmen, so Debra Watson, die Autorin des Artikels, kämen direkt aus dem „Spielbuch von Zionisten, die für die ungezügelte Unterdrückung der palästinensischen Bevölkerung im Nahen Osten eintreten“. Watson sah sich damit wegen eines von Daniel Pipes, dem Direktor des konservativen Middle East Forum, geäußerten und von ihr als negativ kritisierten Kommentars bestätigt. Pipes rechtfertigte darin, eine „family next door“, eine „Nachbarfamilie“, als Terroristen zu benutzen, und lobte FOX dafür, die Ausstrahlung der Serie fortgesetzt zu haben. Zu einer gegenteiligen Meinung kam die ebenfalls konservative Washington Times nach dem Ende der Erstausstrahlung der Staffel; die Drehbuchautoren hätten unter der Kritik des CAIR nachgegeben. Marwan als leitender Dschihadist sei bis zur finalen Episode seiner religiösen Identität und Motivation “comic-stripped”, Deutsch etwa „beraubt“, und der von ihm bekämpften Seite moralisch gleichgestellt. Hollywood und die Medien, so das Blatt daraus schlussfolgernd, seien „kulturelle Feiglinge“, wenn es darum gehe, Probleme mit Krieg, Islam und Dschihad zu thematisieren. Der Meinung der Washington Times schloss sich auch eine Kolumne auf der von der konservativen Heritage Foundation betriebenen Website Townhall.com an.
Vor dem US-Erstausstrahlungsbeginn kündigte Surnow in der New York Times an, dass künftige Episoden auch positive muslimische Charaktere beinhalten werden. Um zwei solche, in positivem Licht erscheinende, Figuren handelt es sich bei den beiden Brüdern, die das Waffengeschäft führen, aus dem heraus sie Jack Bauer und Paul Raines bei der Bekämpfung der Söldner helfen.

#### Analyse und Interpretation
Bei ihrem ersten Auftritt zu Staffelbeginn erscheint die Familie Araz noch als gewöhnliche, durchschnittliche Familie. Nach und nach wird enthüllt, dass die Familie eine Terrorzelle aus Schläfern ist und in welcher Beziehung ihre Mitglieder zum Terrorismus stehen. Behrooz Araz wird als Teenager mit zunehmendem Bewusstsein für Menschlichkeit dargestellt, welches ihn davon abhält, so wie sein Vater ein Terrorist zu werden. Durch die Absicht des Vaters, Behrooz zu töten, ändert sich Dinas Loyalität zu ihrem Mann. Indem, wie in diesen Fällen, zwischenmenschliche Beziehungen und Motive der Terroristen dargestellt werden, wird ihnen ein menschliches Gesicht verliehen. Die US-Kulturwissenschaftlerin Evelyn Alsultany (2012) nannte diese Humanisierung als ein Beispiel für die nach 9/11 geänderte Darstellung von arabischen oder muslimischen Terroristen in Film und Fernsehen. Vorher seien sie meist nur aufgrund ihrer Ethnie oder Religion als böse und als eindimensionale Schurken dargestellt worden. Die US-Zeitschrift Jump Cut verglich 2008 die durch die Familie Araz zu Staffelbeginn vermittelte Andeutung, arabischstämmige Amerikaner seien wahrscheinlich Terroristen, mit der von NS-Propaganda erzeugten Angst, jüdische Nachbarn könnten im Auftrag der Sowjetunion Fuß in Deutschland fassen.
Der norwegische Medienwissenschaftler Rolf Halse (2011) kam zu dem Schluss, dass die Darstellung der Familie Araz in hohem Maße unausgeglichen und von in der Populärkultur der westlichen Welt existierenden Stereotypen über Muslime geprägt sei. Das werde vor allem an Navi Araz deutlich, der den Willen zum Ausdruck bringe, für das Gelingen der terroristischen Aktionen alles zu opfern, und der somit dem Klischee des fanatischen, zielgerichteten muslimischen Terroristen entspreche, der im Himmel für seinen Kampf gegen die „Ungläubigen“ geehrt wird. Seine Zustimmung zu Marwans Befehl zum Töten von Behrooz sei beispielhaft für sein primitives Wesen. Das Verhalten von Dina Araz sei vor allem wegen ihres heimtückischen Vorgehens bei der Ermordung von Behrooz’ Freundin übereinstimmend mit der Porträtierung von Muslimen im amerikanischen Fernsehen und insofern stereotyp. Halse interpretierte die Darstellung von Jack Bauer, der CTU und der Familie Araz insgesamt als orientalistisch: Bauer und die CTU würden, Werte der westlichen Welt repräsentierend, als rational, „entwickelt“ und überlegen porträtiert, die Araz-Familie hingegen als irrational, „primitiv“ und geringerwertig. Halse nutzte die in der Staffel erzählte Geschichte im Rahmen einer Studie für Fokusgruppen-Interviews, bei denen 28 16- bis 29-Jährige befragt wurden. Während ethnische Norweger, so Halse, die Geschichte als genugtuend beurteilt hätten, sei sie von einer Mehrheit der norwegischen Muslime als unerfreulich und beleidigend aufgefasst worden.

### Folter
Zumindest unter den ersten sechs Staffeln ist die vierte Staffel diejenige mit den meisten Szenen, in denen gefoltert wird; in mehr als der Hälfte der Episoden der Staffel werden Folterungen thematisiert oder dargestellt. Charakteristisch für die Staffel ist, dass es verglichen mit den anderen Staffeln und zusätzlich zur Folter durch Schurken mehr Folterungen gibt, die von Jack Bauer und der CTU, das heißt vom Staat beziehungsweise von den Guten im Rahmen von Vernehmungen durchgeführt werden. Folter ist nach völkerrechtlichen Bestimmungen und nationalen Gesetzen verboten und dominierendes Thema der 24-Rezeption.
Zu den meistbeachteten Handlungsstellen der Staffel gehören Joe Prados Folterung durch Jack Bauer und der vorherige Versuch des Anwalts, sie zu verhindern, in der 18. Episode (Tag 4: 0:00 – 1:00 Uhr). Als Vorbild für die Organisation Amnesty Global, der der Anwalt angehört, diente den Drehbuchautoren die Menschenrechtsorganisation Amnesty International. Das von der US-amerikanischen Northwestern University herausgegebene Journal of International Human Rights beurteilte die Episode als exemplarisch für die Botschaft der Serie, dass Folter funktioniere, nötig sei und eher als „ein Akt rebellischen Heroismus“ denn als Werkzeug von Diktatoren und Tyrannen dargestellt werde. Von der Episode, so der britische Kunstwissenschaftler Downey (2009), gehe die Botschaft der Serie aus, dass im Ausnahmezustand stets der Zweck die Mittel heilige.

#### Debatte in den Vereinigten Staaten
In den Vereinigten Staaten wurden ab April 2004 Folterungen publik gemacht, die Mitglieder des US-Militärs an Insassen des Abu-Ghuraib-Gefängnisses im Irak verübt hatten (siehe Abu-Ghuraib-Folterskandal). Vor dem Hintergrund der dadurch ausgelösten öffentlichen Debatte über Folter wurde auch 24 rezipiert. Zu der Debatte gehörte auch der von Senator John McCain im Oktober 2005 in den Kongress eingebrachte Entwurf für ein Gesetz, das Folter verbietet und am Jahresende verabschiedet wurde.
Im März 2005 gab die Zeitung Baltimore Sun das Lob von Menschenrechtsorganisationen am Beispiel von Amnesty International wieder, der zufolge 24 dabei helfe, die Öffentlichkeit mit Blick auf die Gefahren von Folter zu erziehen. In den Fällen von Sarah Gavin und Richard Heller, die sich als unschuldig herausstellen, werde dem Zuschauer deutlich gemacht, dass Folter nicht immer erfolgreich ist.
Paul Raines solidarisiert sich, nachdem ihn Bauer gefoltert hat, zunehmend mit Bauer, hilft ihm bei der Beschaffung von Informationen und schützt ihn davor, von Kugeln getroffen zu werden. In Fällen wie diesen, meinte die linksliberale Wochenzeitschrift The Nation, werde Folter als Melodram eingesetzt, wodurch 24 die entmenschlichende Art tatsächlicher Folter umkehre und sie durch etwas Familiäres und Soziales ersetze. Zu einer ähnlichen Meinung kam ein Artikel in der New York Times: In solchen Situationen repräsentiere Folter nicht den Zusammenbruch einer Gesellschaft, sondern den Wendepunkt und teilweise sogar den Beginn für soziale Beziehungen. „Durch diesen kunstvollen Trick“ lasse die Serie Folter als normal erscheinen. Das linksliberale Politmagazin The Progressive wandte sich gegen diese Meinung: Folter sei in Teilen der US-Gesellschaft schon lange vor 24 normal geworden. Die Serie könne durch ihre „großmäuligen Darstellungen extremer Grausamkeit“ ihre Fans dazu anregen, die US-Regierung angesichts von Entscheidungen, durch die etwa Abu Ghuraib erst möglich wurde, in Aufregung zu versetzen. Das Magazin betonte die Widersprüchlichkeit der Botschaften, die die Serie in dieser Staffel in Bezug auf Folter aussende. Einerseits werde Jacks Verhalten als verwerflich dargestellt, etwa durch Audreys Reaktion beim Anblick des durch Folter verletzten Prado. Dabei sagt sie, dass er nicht Gesetze missachten könne, ohne dafür Konsequenzen zu erwarten. Eine solche Konsequenz ist im weiteren Handlungsverlauf, dass sich Audrey von Jack abwendet. Die Staffel lobend, betonte das Magazin darüber hinaus die Deutlichkeit, mit der die von der Folter verursachten Schmerzen gezeigt werden. Andererseits, so das Magazin, werde Jack als Held dargestellt, wie zum Beispiel durch Hellers Rechtfertigung, dass „wir“ Männer wie ihn brauchen.
Aus dem politisch konservativen Spektrum gab es Zuspruch. Die Washington Times lobte die Staffel, vor allem bezogen auf die Thematisierung von Folter, für entschlossenes Vorgehen bei der Terrorismusbekämpfung und wandte sich dabei gegen in der Hauptsendezeit gezeigte, „politisch korrekte Ausweichmanöver“. Ein Artikel des Magazins Townhall.com kritisierte die von der U.S. Army angekündigte, neue Version eines Vernehmungshandbuchs als zu wirkungslos, weil darin auf „harsche“, unter anderem im Militärgefängnis Abu Ghuraib angewendete, Verhörmethoden verzichtet werde, und schlug deshalb vor, das Handbuch lieber durch einen „Jack-Bauer-Typ“ verfassen zu lassen. Der Inhalt der Staffel wurde 2005 auch in den Radio-Talkshows der konservativen Moderatoren Laura Ingraham und Rush Limbaugh diskutiert.
Obwohl Serienmitschöpfer Surnow weiterhin an den Drehbüchern von 24 mitschrieb, übertrug er die Funktion des Showrunners vor Beginn der US-Erstausstrahlung der fünften Staffel an Howard Gordon. In dem Zusammenhang wurde Surnow damit zitiert, dass er der Folter überdrüssig geworden sei und er die Reaktionen auf die Folterdarstellungen in der Serie als übertrieben beurteilte: „Vielleicht hatte Bush-Müdigkeit – Kriegsmüdigkeit – eingesetzt und die Menschen suchten nach Wegen, ihren Protest gegen den Krieg auch auszudrücken, indem sie unsere Serie benutzten.“
Die beiden 24-Ausschnitte, die in dem oscarprämierten, folter-kritischen US-Dokumentarfilm Taxi zur Hölle enthalten sind, stammen aus der vierten Staffel (siehe Hauptartikel: 24); dazu gehört auch Bauers Elektroschockfolter an Paul Raines.

#### Kontroverse in Europa
Die FSF-Prüfer beurteilten die Thematisierung und Darstellung von Folter in der Staffel als ausgesprochen kontrovers. FSF-Prüferin Christina Heinen urteilte, dass die gesamte Staffel von einer unterschwelligen Legitimierung von Folter durchzogen sei, betonte aber, dass es in etlichen, Folter thematisierenden Episoden Situationen gebe, die einer Förderung gewaltbefürwortender Einstellungen entgegenwirkten, darunter die Aussage in der Handlung, „dass Folter illegal sei und die CTU sich schon durch ihre Methoden ins Unrecht setze“.
In mehreren, anlässlich der vierten Staffel erschienenen, deutschen Presseberichten wurde in Anbetracht der Gewalt- und Folterdarstellungen in 24 eine ähnliche, öffentliche Empörungswelle vermisst, wie es sie bei dem türkischen Film Tal der Wölfe – Irak (2006) gab. Bettina Gaus, politische Korrespondentin der taz, etwa glaubte die Ursache für das Fehlen einer öffentlichen Debatte darin zu erkennen, dass in der Serie, anders als in dem Film, „die subtile Lässigkeit ihre Wirkung tut, mit der Ungeheuerliches auf dem Bildschirm zur Normalität erklärt wird.“
Mehrere Rezipienten bescheinigten der Staffel, eine faschistische Botschaft zu vermitteln. Dietmar Dath zum Beispiel interpretierte in der FAZ das System, in dem Bauer agiert, als einen bürgerlichen Staat ohne bürgerliche Rechte, womit es Reinhard Kühnls Definition des Faschismus als Staats- und Gesellschaftsform entspreche. Verschiedene Plotelemente, darunter die „immer wahlloser“ eingesetzte Folter und der Überfall auf das chinesische Konsulat, würden dazu eingesetzt, Güter des „due process“ zu vernichten, der in der US-Verfassung enthaltenen Garantie, dass niemand ohne rechtsstaatliches Verfahren verurteilt werden darf. Der linksliberale Guardian verurteilte die Episode, in der der Amnesty-Global-Anwalt die CTU vom Foltern Prados abhält, als „beschämend“ und als Gipfel einer Entwicklung der Staffel hin zu einem „unhinged neo-con bullshit“, Deutsch etwa einem „völlig herausgelösten, neokonservativen Mist“.
Beispiele nur aus der vierten Staffel verwendend, verglich der Philosoph Slavoj Žižek im Guardian die in der CTU tätigen Folterer mit Heinrich Himmler und dessen Aufgabe bei der Organisation des Holocaust, „wie Menschen dazu zu bewegen seien, schmutzige Dinge zu erledigen, ohne sie in Monster zu verwandeln“. Der im Januar 2006, anlässlich des US-Erstausstrahlungsbeginns der fünften Staffel erschienene Artikel wurde in einer anderen Fassung zudem von der sozialistischen US-Zeitschrift In These Times und, davon ausgehend ins Deutsche übersetzt, von der Kölner SoZ – Sozialistische Zeitung veröffentlicht. Žižek glaubte in 24 die „ideologische Lüge“ zu erkennen, dass es nicht einfach möglich sei, beim Durchführen terroristischer Handlungen die menschliche Würde zu behalten. Führe dagegen eine ehrenwerte Person solche Handlungen als wichtige Pflicht aus, werde ihr dabei eine „tragisch-ethische Größe“ verliehen. Im Schweizer Tages-Anzeiger beurteilte der deutsche Filmkritiker Georg Seeßlen den Vergleich von Bauer mit Himmler als fatal. „Denn Bauer ist das tragische Subjekt der Gewalt, nicht sein Urheber; das Böse, das durch ihn hindurchgeht, bleibt eben nicht ohne Auswirkung auf seine bürgerliche Identität.“ Diese habe sich schon am Ende der ersten Staffel aufgelöst, das die Ermordung seiner Frau beinhaltet, durch die Bauer fortan emotional schwer belastet ist. Damit sprach Seeßlen auch eines der wesentlichen Motive der Drehbuchautoren an, nämlich dass niemand das von Bauer Gemachte, darunter die Folterungen, tun und dabei zugleich ein befriedigendes Privatleben führen kann. In der vierten Staffel zeigt sich diese Entwicklung daran, dass Bauer zum Schluss ein gebrochener Held ist, auch weil er Audreys Liebe verloren hat.
Das Schweizer Fernsehen berichtete im Januar 2007 in der Sendung Kulturplatz über Folterdarstellungen in den Medien als eine mögliche Reflexion des von den USA geführten Krieges gegen den Terror. Der Schwerpunkt des Beitrags lag auf 24; alle beispielhaft gezeigten 24-Ausschnitte stammen aus der vierten Staffel, ohne dass ihre Staffelzugehörigkeit genannt wurde. Die Serie sei die „fernsehngewordene Idee, dass Folter dann sinnvoll ist, wenn sie Unschuldige retten hilft; dass der Held dann foltern darf, wenn es anders nicht mehr geht“. Diesbezüglich sagte der in dem Beitrag interviewte österreichische Kulturwissenschaftler Thomas Macho, dass derartige Wenn-dann-Konstruktionen dazu dienten, das Folterverbot aufzuweichen und Folter zu legitimieren.
Wegen der Folterdarstellungen reichte der Schweizer Rechtsanwalt Claude Schönthal im Oktober und November 2006 bei der Ombudsstelle des Schweizer Fernsehens Beschwerde gegen die Ausstrahlung von 24 im SRF 2 ein. Sechs von sieben, durch Schönthal als Beispiele genannte Episoden, die nach seiner Ansicht Propaganda für Folter machten und dadurch Programmvorschriften und Verfassungsartikel verletzten, stammen aus der vierten Staffel. Dazu gehören auch die Episoden 3 und 6, in denen Richard Heller verhört wird. In seiner Reaktion auf die Beschwerde sagte Redaktionsleiter Michel Bodmer zu diesem Beispiel, dass die Sympathieführung des Publikums anders als von Schönthal dargestellt sei, weil es sich über das Vorgehen des selbstgerechten Verteidigungsministers empören und mit dem gepeinigten Sohn identifizieren würde und sein Bewusstsein für die Verwerflichkeit von Folter dadurch geweckt würde, dass sich schließlich Richards Unschuld herausstellt. Im Ergebnis der Beschwerde wurde eine Richtlinie des Schweizer Fernsehens ergänzt (siehe Hauptartikel: 24).

## Weitere Aufnahme durch Öffentlichkeit und Kritik
Nach der Einführung des „Dobson-Overrides“ in die Handlung wandten sich zahlreiche Zuschauer, besorgt über die Funktion des Geräts, an die Kernenergie-Aufsichtsbehörde Nuclear Regulatory Commission. Sie veröffentlichte daraufhin die Erklärung, dass kein Gerät alle 104 US-Atomkraftwerke via Internet steuern könne. Nach der Erstausstrahlung der Episode, in der die Kernschmelze in dem Reaktor auf San Gabriel Island erstmals geschildert wurde, gab die Behörde eine weitere Erklärung bekannt, in der sie auf die Systeme und Maßnahmen zur Wahrung der Sicherheit in den Atomkraftwerken hinwies.
Das US-Internetmagazin Salon.com beurteilte, Experten zitierend, etliche Elemente der Handlung als unrealistisch. So sei es pure Fantasie, dass man aus dem Nuclear Football Informationen über tagesaktuelle Bewegungen und Standorte von Nuklearwaffen gewinnen könne. Unmöglich sei es, einen US-Nuklearsprengkopf ohne die Eingabe der PAL-Codes scharf zu machen. Dass sich Marwan als Kopf der Terroristen auch der Dienste von Personen wie etwa Mitch Anderson bedient, die selbst keine Dschihadisten sind, sei vor allem wegen der dadurch gefährdeten Geheimhaltung überaus unrealistisch. Verglichen mit den Sicherheitsvorkehrungen, die die Attentäter bei der Planung der Terroranschläge vom 11. September 2001 ergriffen haben, sorge Marwan etwa bei der Kommunikation mit den Terrorzellen nicht für genügend Sicherheit, um vor der CTU unentdeckt zu bleiben.
Die New York Times befand, dass die Staffel zwar viele Handlungswendungen und falsche Fährten wiederhole, aber dennoch einige Überraschungen parat halte und aufregend sei, auch, wenn sich die Neuheit des Echtzeit-Countdowns abgenutzt habe. Die Einführung neuer Hauptdarsteller sei zwar eine gute Idee, aber William Devane etwa sei „mehr eine Ablenkung als ein Gewinn“ und Kim Raver bringe nichts Besonderes in die Rolle der Audrey. Die australische Zeitung The Age schloss sich dem Lob der New York Times an. Die US-Zeitschrift National Review lobte die dramatische Komplexität der Staffel – mit Blick auf Terrorismus und die teilweise Überlappung von Familiengeschichten – als bemerkenswert für eine Fernsehserie.
Metacritic berechnete für die Staffel, basierend auf englischsprachigen Kritiken, einen Metascore von 79 %.
Die deutsche Funkkorrespondenz lobte die um Dina Araz kreisende Handlung und fragte, in welchem Kinofilm oder in welcher Serie je eine Terroristin zu sehen gewesen sei, „die größte Seelenqualen leidet, weil sie zwischen ihrem aus fehlgeleiteter religiöser Überzeugung übernommenen Auftrag und der Liebe zu ihrem heranwachsenden Sohn hin und her gerissen wird“. Die FAZ beanstandete, dass die Handlung der ersten Staffelhälfte „zähflüssig“ sei und „stocken“ und „stottern“ würde. In der Rolle des Ex-Präsidenten David Palmer bestehe ein gravierender Widerspruch, denn er begehe genau die „Verschleierungsuntaten“, gegen die er in den vorherigen Staffeln angekämpft habe.

## Auszeichnungen
Bei den Emmy-Awards 2005 war die Staffel dreimal für den besten Bildschnitt sowie je einmal in acht weiteren Kategorien nominiert, darunter für die beste Dramaserie und für den besten Hauptdarsteller in einer Dramaserie. Insgesamt drei Prämierungen gab es, davon je eine für die Stunt-Koordination und für den Tonschnitt in der sechsten Episode sowie eine für die Tonmischung in der finalen Episode.
2006 gab es eine Golden-Globe-Nominierung für Sutherland als besten Hauptdarsteller in einer Drama-Fernsehserie.

### Englischsprachige Kritiken
- Spencer Ackerman: How real is “24”?. In: Salon.com. 16. Mai 2005
- Anne-Marie Cusac: Watching Torture in Prime Time. In: The Progressive. 16. August 2005
- Jamie Doward: Muslim anger at terror plot in TV drama 24. In: The Guardian. 30. Januar 2005
- Adam Green: Normalizing Torture on ‘24’. In: The New York Times. 22. Mai 2005
- Thomas S. Hibbs: 60 Minutes of High Drama (Memento vom 2. Februar 2015 im Internet Archive), in: National Review Online vom 21. Februar 2005
- Bill Keveney: Fictional '24' brings real issue of torture home. In: USA Today. 14. März 2005
- Richard Kim: Pop Torture. In: The Nation. 7. Dezember 2005
- Alessandra Stanley: New Web of Fear, Same Secret Agent. In: The New York Times vom 7. Januar 2005
- Slavoj Žižek: The depraved heroes of 24 are the Himmlers of Hollywood. In: The Guardian vom 10. Januar 2006
- ‘24’: An hour of realism. In: The Washington Times. 27. April 2005

### Deutschsprachige Kritiken
- Dietmar Dath: Rechtsstaat war gestern. „24“ geht weiter. In: Frankfurter Allgemeine Zeitung Nr. 11 vom 13. Januar 2006, S. 36.
- Christina Heinen, Bettina Gaus: Folterdarstellungen in der Fernsehserie 24 (PDF; 195 kB), in: tv diskurs Nr. 36 (= 2/2006), S. 70–75.
- Matthias Kalle: Der schmutzige Held. In: Der Tagesspiegel. 13. Januar 2006
- Stefan Kuzmany: Brich ihnen einfach ihre verdammten Knochen, Jack!. In: taz. 13. Januar 2006
- André Mielke: Brennende Nerven. In: Die Welt. 24. Februar 2006
- Georg Seeßlen: Bauer im Schachspiel des Terrors. In: Tages-Anzeiger vom 30. Januar 2006